# Ciclones tropicais em 2020
Durante 2020, os ciclones tropicais formaram-se em sete bacias de ciclones tropicais diferentes, localizadas em várias partes dos oceanos Atlântico, Pacífico e Índico. Durante o ano, 142 ciclones tropicais formados em corpos d'água conhecidos como bacias de ciclones tropicais. Destes, 105, incluindo três ciclones subtropicais no Oceano Atlântico Sul e três ciclones semelhantes aos tropicais no Mar Mediterrâneo, foram nomeados por várias agências meteorológicas quando atingiram ventos máximos sustentados de 35 kn (65 km/h; 40 mph). A tempestade mais forte do ano foi Yasa, com pico de pressão de 899 hPa (26.5 inHg) e com ventos sustentados de 10 minutos de 250 km/h (160 mph). A tempestade mais mortal do ano foi a Eta, que causou 211 mortos e outros 120 desaparecidos na América Central e nos Estados Unidos, enquanto a tempestade mais cara do ano foi a de Laura, com danos que custaram cerca de US $ 19,1 mil milhões nas Grandes Antilhas, Bahamas, e a Costa do Golfo dos Estados Unidos.
2020 teve uma quantidade um pouco acima da média de ciclones tropicais se formando no ano. A bacia mais ativa do ano foi o Atlântico Norte, documentando um recorde de 30 tempestades nomeadas, as tempestades mais nomeadas já registadas em uma temporada. Este foi apenas um dos três anos conhecidos em que o Atlântico Norte foi mais ativo do que o Pacífico Ocidental, sendo os outros 2005 e 2010. O Pacífico Oeste, de fato, teve uma temporada abaixo da média, com apenas 23 tempestades nomeadas se formando. O Pacífico Oriental estava igualmente abaixo da média com 17 tempestades nomeadas se formando e apenas 4 furacões. A inatividade pode ser atribuída a um padrão La Niña que se formou durante o verão do ano. No Oceano Índico Norte foi uma temporada relativamente média, que apresentou 5 tempestades nomeadas, mas se tornou a temporada mais cara da história registada devido ao ataque do ciclone Amphan no início de maio. O hemisfério sul teve atividade relativamente média durante grande parte do ano - com exceção da região australiana que permaneceu abaixo da média devido ao IOD positivo - as outras bacias do sudoeste do Oceano Índico e do Pacífico Sul apresentaram temporadas acima da média.

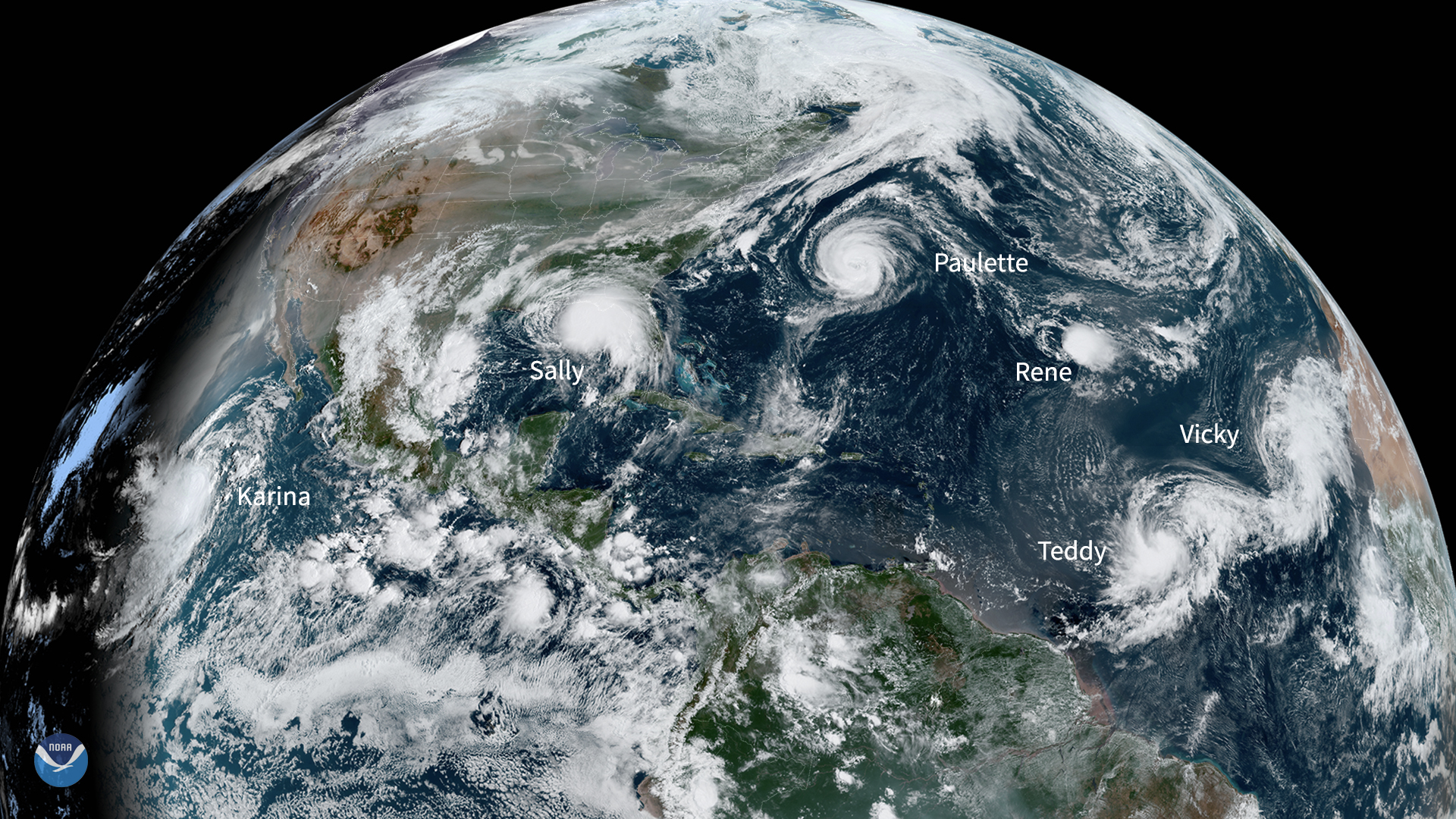
Seis ciclones tropicais sobrevoam dois oceanos em 16 de setembro Da esquerda para a direita: tempestade tropical Karina, furacão Sally, furacão Paulette, depressão tropical René, tempestade tropical Teddy, tempestade tropical Vicky

## Condições atmosféricas e hidrológicas globais

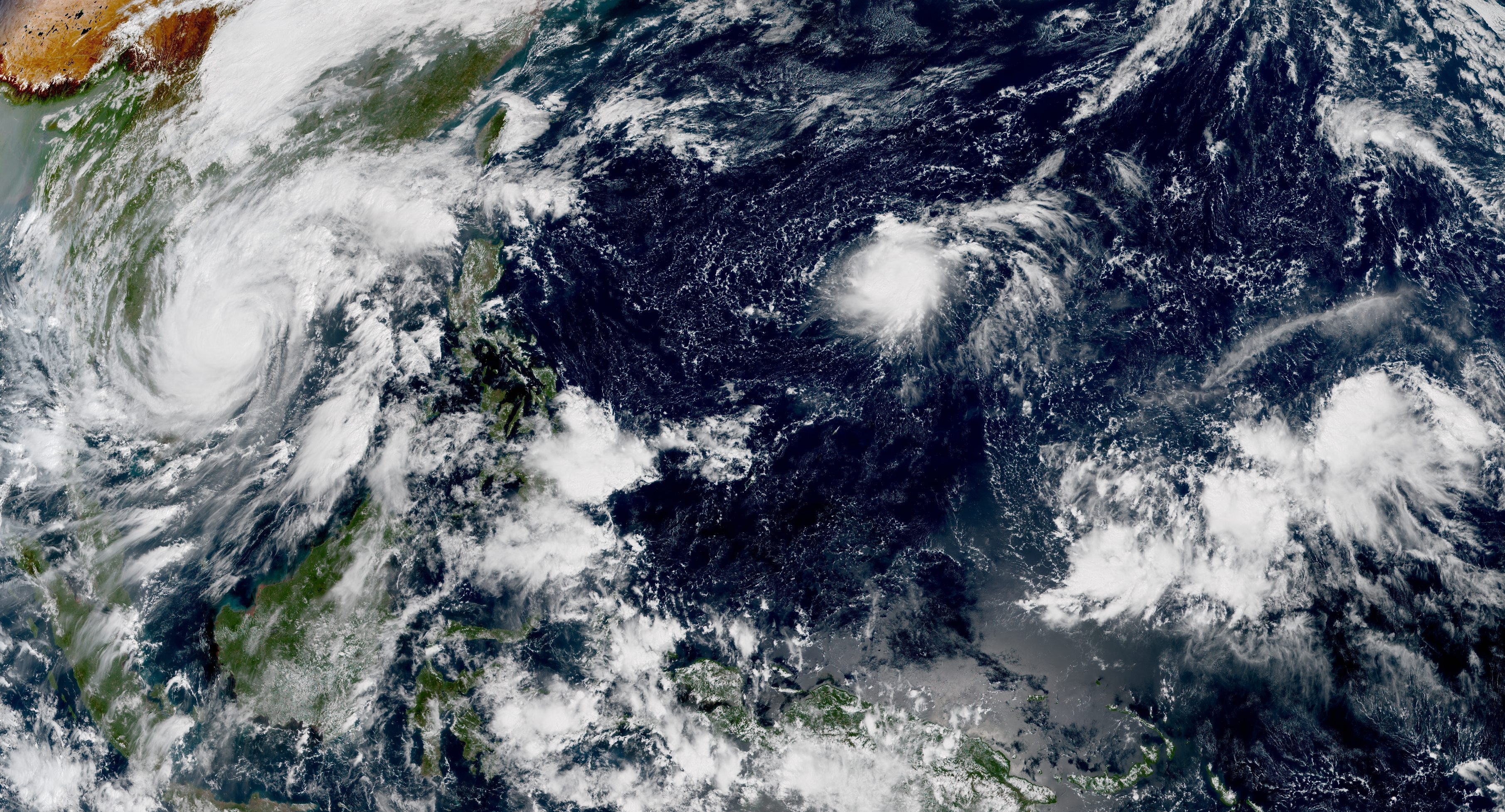
Três ciclones tropicais presentes no oeste do Oceano Pacífico simultaneamente em 28 de outubro Da esquerda para a direita: Molave, Goni e uma área de baixa pressão que mais tarde se tornou Atsani (no canto inferior direito).

No início de 2020, as temperaturas da superfície do mar estavam acima do normal no leste do Oceano Pacífico perto do equador, que tinha o potencial de se desenvolver em condições de El Niño. Em janeiro 9, um grupo de cientistas do clima escrevendo para o blog da ENSO que publicou a sua previsão para as condições atmosféricas. Eles acreditavam que havia 60% de chance de que o meio ambiente permaneceria em condições neutras em relação ao El Niño-Oscilação Sul (ENOS); isto foi baseado na expectativa de que as temperaturas da água acima do normal voltariam ao normal. Em março, havia pouca evidência de aumento das chuvas perto do equador. Os ventos alísios aumentaram no Oceano Pacífico central e tropical e as temperaturas da água permaneceram acima do normal. Em abril 9, ENSO Blog reafirmou sua crença de que as condições ambientais permaneceriam neutras. No entanto, as temperaturas da superfície do mar perto do pacífico equatorial começaram a esfriar bem abaixo da média, indicando um desenvolvimento de La Niña. Como resultado, o Blog ENSO emitiu um relógio La Niña, declarando uma chance de 50-55% de um La Niña forte. Em setembro, a NOAA confirmou que o ambiente mudou para um padrão La Niña, com base nas temperaturas da água mais baixas do que o normal no leste do Oceano Pacífico perto do equador. O Blog ENSO estimou uma chance de 75% de que as condições do La Niña persistissem até o final do ano, em parte devido ao fortalecimento da circulação de Walker.
Enquanto isso, no Atlântico, as temperaturas da superfície do mar eram quase normais nas primeiras partes do ano. No entanto, eles começaram a aquecer significativamente naquela primavera, com o Caribe, Golfo do México e a principal região de desenvolvimento tendo temperaturas da superfície do mar bem acima da média. Isso se deveu principalmente ao desenvolvimento de La Niña.
A pandemia COVID-19 interrompeu a resposta aos ciclones tropicais durante o ano. Na nação insular de Vanuatu, no Pacífico Sul, COVID-19, as restrições de viagens e distanciamento social associadas à pandemia foram suspensas para aqueles que buscavam casas seguras e abrigos de evacuação durante o Ciclone Harold. Quando o tufão Vongfong atingiu as Filipinas em maio, os abrigos de evacuação estavam lotados até a metade para cumprir as diretrizes de distanciamento social, exigindo mais centros de evacuação para abrigar refugiados. Como resultado do uso de escolas como instalações de quarentena para o COVID-19, algumas escolas não podiam ser usadas como abrigos de evacuação. Quando o ciclone Amphan se aproximou da Índia em maio, a capacidade de abrigos em West Bengal foi reduzida de 500.000 pessoas para 200.000 pessoas devido às restrições de distanciamento social. As restrições de movimento em El Salvador foram suspensas temporariamente para permitir que as pessoas comprassem suprimentos antes da tempestade tropical Amanda.

## Resumo

### Oceano Atlântico Norte

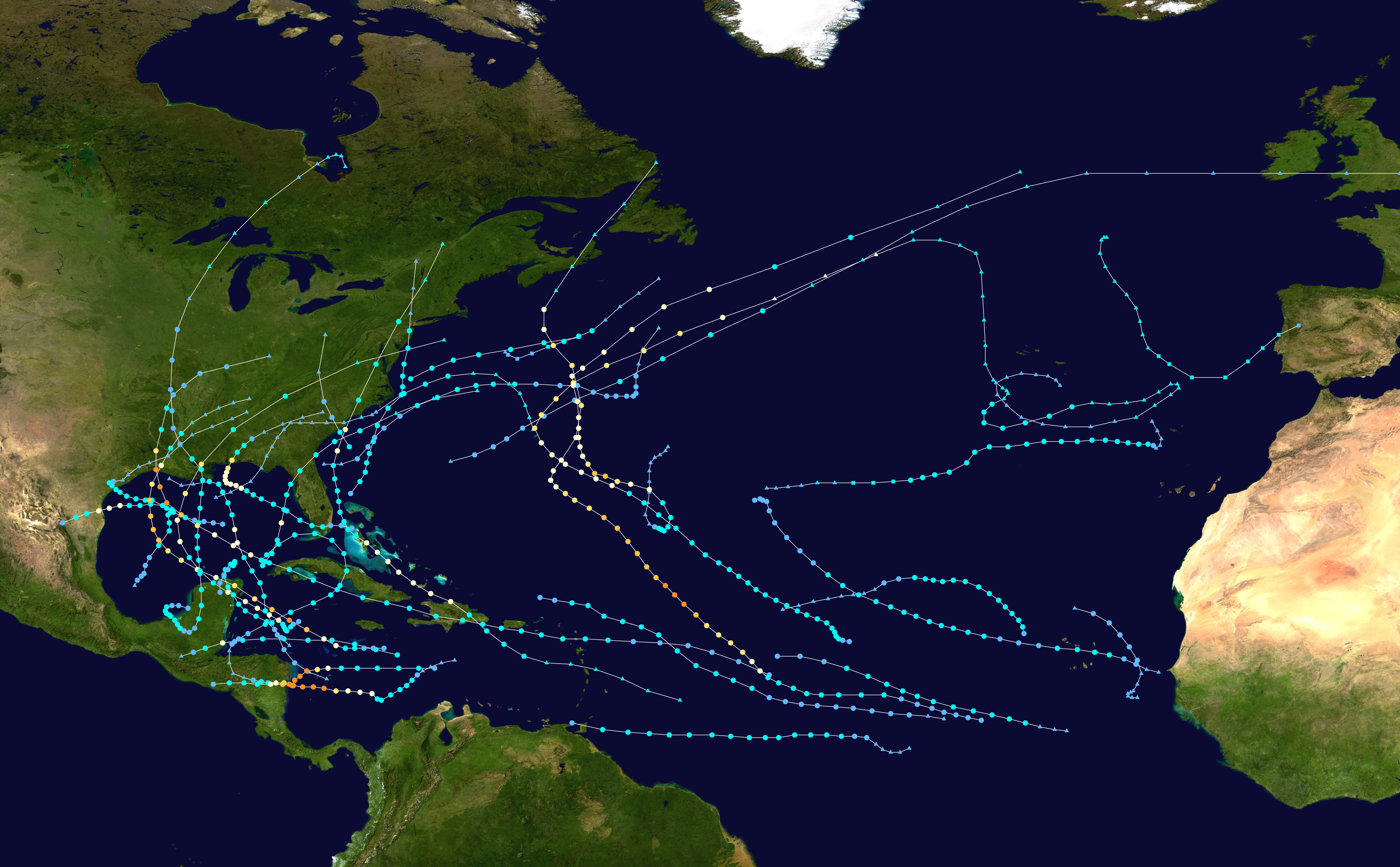
Mapa resumido da temporada de furacões no oceano Atlântico de 2020

Uma temporada média de furacões no Atlântico apresenta 12 tempestades tropicais, 6 furacões e 3 grandes furacões e apresenta uma contagem de energia ciclônica acumulada (ACE) de 106. Em 2020, na bacia do Atlântico Norte, todas as estatísticas ficaram bem acima das listadas, apresentando um recorde de 30 tempestades tropicais, 13 furacões e 6 grandes furacões, com um total de ACE de 178.
Depois de quinze anos, a temporada de furacões no oceano Atlântico de 2020 ultrapassou a atividade recorde em termos de tempestades nomeadas. A estação produziu trinta e um ciclones tropicais, dos quais trinta se transformaram em tempestades nomeadas ; treze tornaram-se furacões e seis atingiram o status de furacão principal. O primeiro ciclone da temporada se desenvolveu em 16 de maio, e a atividade foi sem precedentes depois que Arthur se formou, com uma tempestade adicional fora de temporada se formando e sendo chamada de Tempestade Tropical Bertha. Em julho, cinco tempestades individuais (mais notavelmente o furacão Isaias, que gerou um furacão prejudicial nos Estados Unidos) se formaram e empataram o recorde com 2005 como o julho mais ativo já registado. O mês de agosto também incluiu os furacões Laura e Marco, que impactaram os Estados Unidos e o primeiro se tornou o mais caro do ano. Posteriormente, um recorde de dez tempestades se desenvolveu no mês de setembro. Depois disso, outubro apresentou pouco alívio com 3 furacões e 4 tempestades nomeadas formando todos e todos. A temporada catastrófica terminou em 18 de novembro, depois que o furacão Iota se dissipou. Iota também foi o furacão mais intenso da temporada, com pressão central mínima de 917 mbar. Iota também foi a tempestade mais forte em termos de velocidade do vento, com pico de 160 mph ou como um furacão de categoria 5 na escala Saffir-Simpson. Muitos recordes foram quebrados ao longo da temporada, incluindo a taxa extrema de formações de ciclones tropicais, a segunda vez que o sistema grego de nomes para tempestades foi usado e a força das tempestades que se formaram nos meses de outubro e novembro.
A temporada foi muito destrutiva, causando uma estimativa de $ 46,906 mil milhões (2020 USD) em danos e mais de quatrocentas mortes. A maior parte da destruição foi devido a Laura, o que causou cerca de US $ 19,1 mil milhões (2020 USD) em danos e matou setenta pessoas na Luisiana. O furacão Eta no início de novembro também causou US$ 7 mil milhões (2020 USD) em danos e foi a tempestade mais mortal da temporada, causando mais de duzentas mortes ao cruzar a grande maioria da América Central e, eventualmente, fazer mais três landfalls: um em Cuba e dois na Flórida.

### Oceanos do Pacífico Oriental e Central

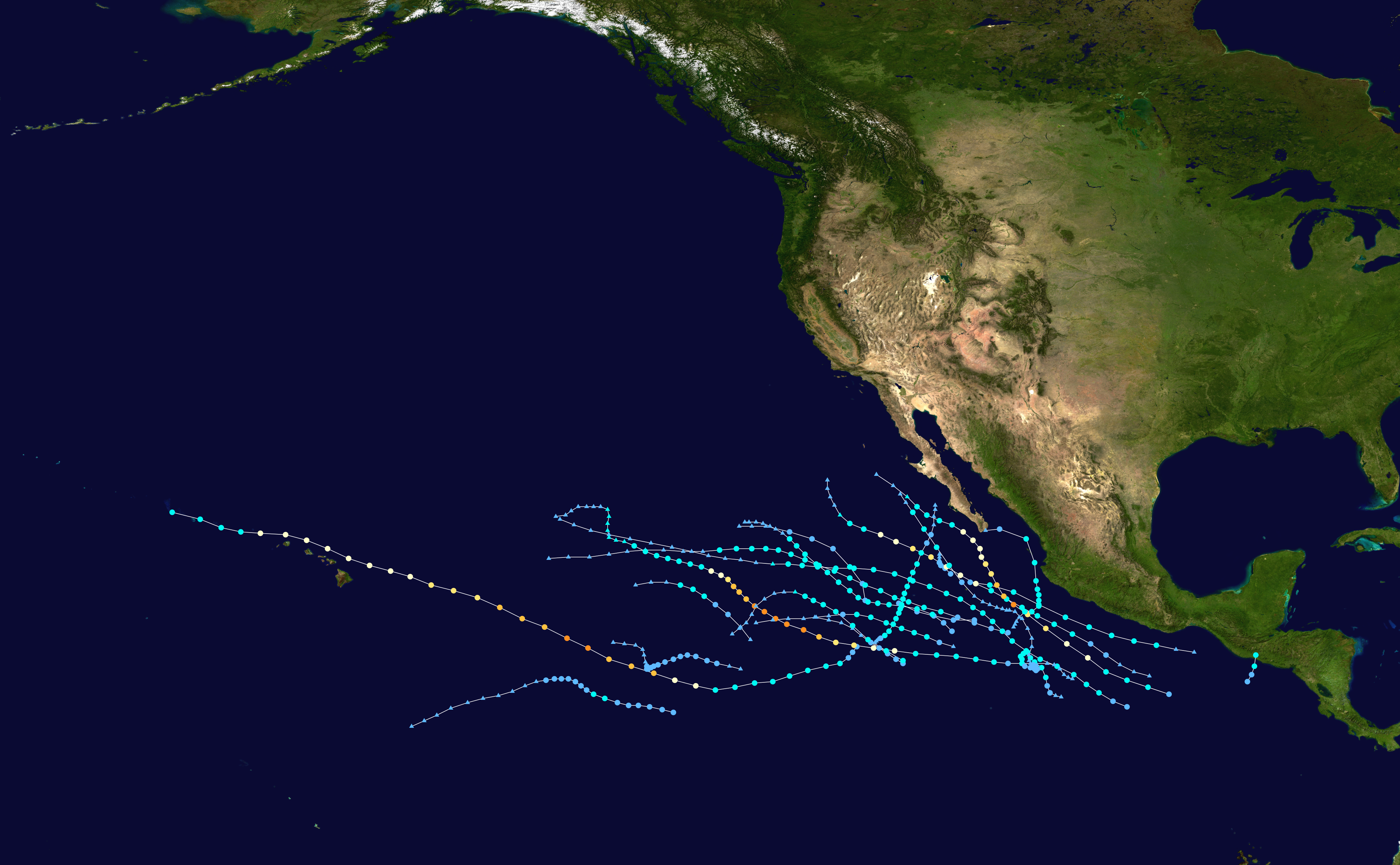
Mapa resumido da temporada de furacões do Pacífico de 2020

Uma temporada média de furacões no Pacífico apresenta 15 tempestades tropicais, 9 furacões e 4 grandes furacões, e apresenta uma contagem de Energia Ciclônica Acumulada (ECA) de 132. Em 2020, nas bacias do Pacífico Oriental e Central, a maioria das estatísticas ficou abaixo da lista acima. A exceção foi o número de tempestades tropicais, com 17, que ficou ligeiramente acima da média para a bacia.
A temporada como um todo, porém, ficou abaixo da média. Apresentando apenas dezassete tempestades tropicais (dezasseis nomes recebidos), quatro furacões e três grandes furacões, a temporada de furacões do Pacífico de 2020 foi a menos ativa em exatamente uma década. Apesar da inatividade, uma depressão tropical incomum se formou em 25 de abril - o primeiro registo do início de uma temporada de furacões no Pacífico Leste desde que os registos confiáveis começaram em 1966. A tempestade mais forte na bacia este ano foi o furacão Marie, que atingiu a categoria 4 na escala Saffir-Simpson e não impactou a terra. Em outro lugar, a tempestade tropical Amanda foi a tempestade mais cara da temporada após seu desembarque em El Salvador. O furacão Douglas causou danos menores às ilhas havaianas ao passar para o norte como categoria 1, e o furacão Genevieve quase se tornou o sistema de queda de terra mais forte da temporada, mas falhou ao passar a sudoeste da península de Baja California. A temporada terminou em 19 de novembro com a dissipação do Tropical Storm Polo, que existiu brevemente por cerca de 2 dias antes.
Cada tempestade gerou contagens de ACE muito baixas ao longo da temporada, terminando em um total de apenas 73 unidades. Essas estatísticas são típicas de um La Niña que persiste desde o início do ano. Além disso, nenhuma tempestade se formou no oceano Pacífico Central este ano - a primeira ocorrência desse tipo desde 2017.

### Oceano Pacífico Ocidental

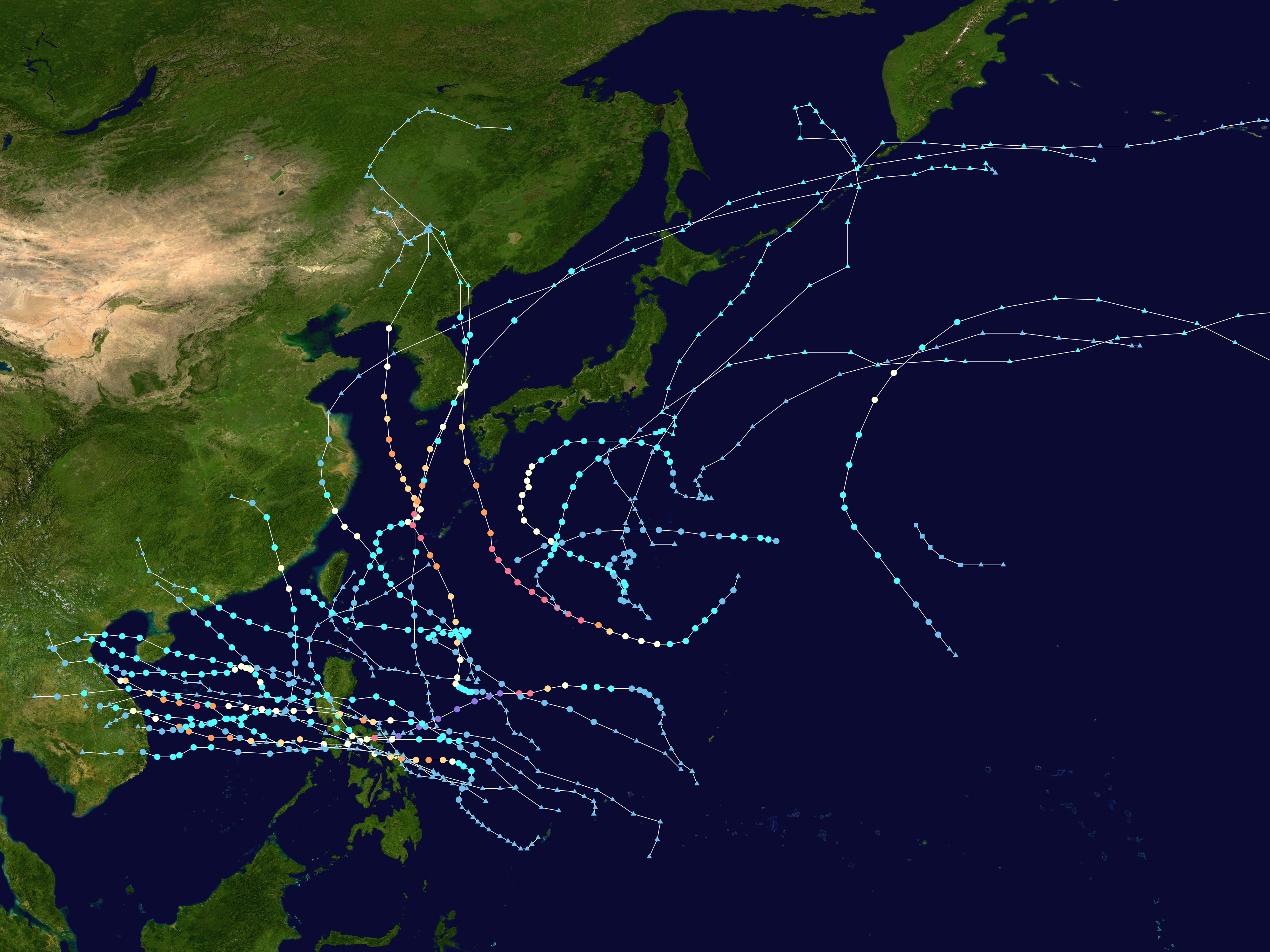
Mapa de resumo da temporada de tufões do Pacífico de 2020

A temporada média de tufões dura o ano todo, com a maioria das tempestades se formando entre maio e outubro. Uma temporada média de tufões no Pacífico apresenta 26 tempestades tropicais, 16 tufões e 9 supertufões (categoria não oficial). Ele também apresenta uma contagem média de energia ciclônica acumulada (ACE) de aproximadamente 294, já que a bacia é normalmente a mais ativa do ano, a cada ano. Pela terceira vez, e a primeira em uma década, a temporada de furacões no oceano Atlântico de 2020 é a mais ativa do ano, batendo a temporada de tufões, que teve estatísticas abaixo da média, principalmente na contagem de supertufões. Esta é apenas a quarta vez que a temporada de tufões não foi a mais ativa; três vezes (2005, 2010 e 2020) foi a temporada de furacões no Atlântico, a quarta (e única vez que a temporada mais ativa não foi no hemisfério norte) foi a temporada de ciclones australiana de 1973. A temporada foi ligeiramente abaixo da média, com a maioria dos ciclones tropicais afetando a Península Coreana e as Filipinas. No geral, foram 31 depressões tropicais declaradas oficialmente ou não oficialmente, das quais 22 tornaram-se tempestades nomeadas ; desses, havia 10 tufões, que é o equivalente a um furacão mínimo, enquanto 2 dos 10 tufões se intensificaram em supertufões não oficialmente pelo JTWC. A temporada começou bem tarde com a primeira tempestade, Vongfong, se desenvolvendo em 10 de maio, no sudeste das Filipinas. Exatamente um mês depois, a Tempestade Tropical Nuri se formou, marcando um dos inícios mais lentos já registados. Em julho, quase nenhuma tempestade se formou, marcando o mês de julho mais tranquilo em mais de 130 anos. Em agosto, o tufão Hagupit se tornou o segundo tufão da temporada, atingindo a China.  tufões Bavi, Maysak e Haishen foram uma série de três grandes tufões que atingiram a Península Coreana em apenas duas semanas em agosto e setembro. Em outubro, o tufão Chan-hom foi a tempestade mais duradoura da temporada, o tufão Saudel foi outra tempestade que contribuiu para a inundação do Vietname, a tempestade tropical Linfa se tornou a tempestade mais mortal da temporada e do ano, e o tufão Molave causou danos catastróficos ao Filipinas. O tufão Goni em outubro-novembro foi a tempestade mais forte e intensa da temporada e do ano. O tufão final da temporada foi o tufão Vamco, outro tufão filipino grave. A última depressão se dissipou no início de dezembro. Durante a maior parte do ano, as temperaturas da superfície do mar foram moderadamente abaixo do normal perto do equador, e foram mais altas em torno de 160 ° E de agosto a outubro. Em parte como resultado, a maioria das tempestades atinge as Filipinas. Nenhuma tempestade com nome entrou na bacia do Pacífico Central, a leste da Linha Internacional de Data. No geral, foram 22 tempestades denominadas na bacia em 2020, que estava ligeiramente abaixo da norma de 27. Um total de 10 das 22 tempestades se tornaram tufões, uma proporção moderadamente menor do que o normal.

### Oceano Índico Norte

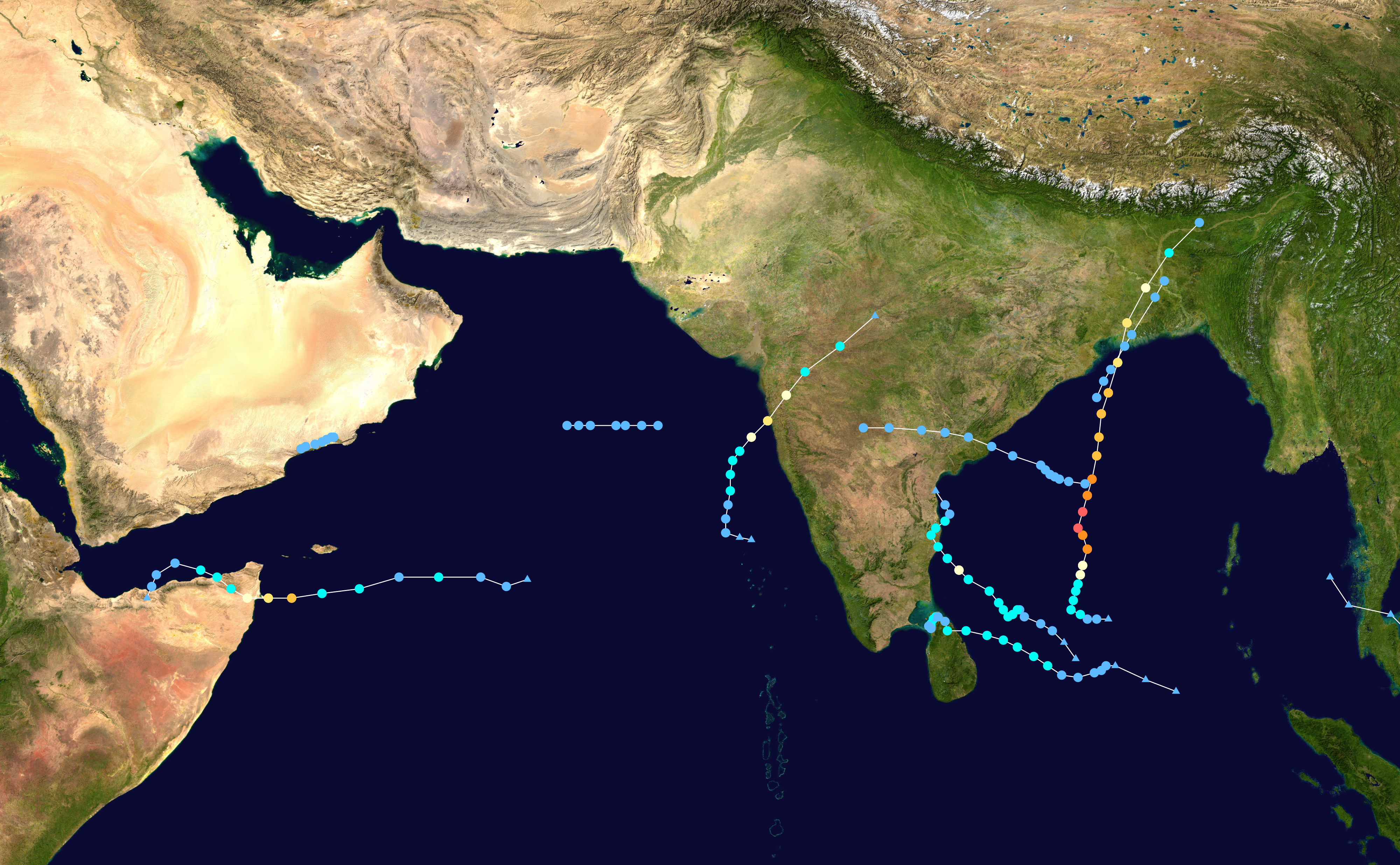
Mapa de resumo da temporada de ciclones do Norte do Oceano Índico em 2020

A temporada foi ligeiramente acima da média, com nove ciclones tropicais, cinco tempestades ciclônicas, quatro tempestades ciclônicas severas, três tempestades ciclônicas muito severas e uma tempestade superciclônica. A primeira tempestade, na Baía de Bengala, formou-se no dia 16 de maio a partir de uma área de baixa pressão. Ela passou a se tornar uma tempestade superciclônica, sendo designada tempestade superciclônica Amphan, e atingiu a Índia três dias depois, tornando-se a tempestade mais cara já registada na bacia. Amphan se dissipou simultaneamente. Em junho, a tempestade ciclônica severa de Nisarga se tornou a primeira tempestade no novo sistema de nomenclatura de treze listas. Depois que Nisarga se dissipou, não houve atividade entre 4 de junho e 11 de outubro - uma das maiores lacunas de inatividade já registadas. Então, em 11 de outubro, depois que a lacuna de inatividade chegou ao fim, o Deep Depression BOB 02 foi formado. Ele atingiu o continente em Andhra Pradesh e causou muitos danos. Mais duas depressões se formaram em outubro e nenhuma foi nomeada - uma das poucas ocorrências registadas. Gati foi formado em 21 de novembro, causando uma das maiores lacunas de nomenclatura da história. Mais tarde, Gati se tornou um ciclone tropical de categoria 3 na Escala de Vento do Furacão de Saffir-Simpson e atingiu a Península Arábica. Mais duas tempestades se formaram na Baía de Bengala - Nivar e Burevi, ambas atingindo o sul da Índia. Nivar foi no final de novembro e afetou a Índia Oriental. O Burevi se formou em 30 de novembro, destruiu o Sri Lanka e se dissipou próximo à costa da Índia.

### Sudoeste do Oceano Índico

#### Janeiro - Junho
A temporada de 2019-2020 foi ligeiramente acima da média, com oito depressões tropicais, sete tempestades tropicais e três ciclones tropicais intensos em 2020.
Como a temporada estava chegando em janeiro, já ocorreram quatro ciclones tropicais ao longo do segundo semestre de 2019. Nenhum ciclone tropical se desenvolveu até 19 de janeiro, que era muito tarde no ano civil. Diane e Esami mais tarde se formaram, com Diane sendo a tempestade mais cara e mortal. Em fevereiro, formou-se a tempestade tropical moderada Francisco, que foi considerada muito fraca. Depois, formou-se o ciclone tropical intenso Gabekile, tornando-se o primeiro de três ciclones intensos de 2020. Foi também o ciclone tropical mais intenso na parte de 2020 da temporada de ciclones do Sudoeste do Oceano Índico de 2019-2020. Com o mês de março sendo o menos ativo do ano, o ciclone tropical intenso Herold se formou, tornando-se o primeiro grande ciclone tropical, de categoria 3 ou superior na escala de furacões de vento de Saffir-Simpson. Irondro posteriormente seguiu em 1 de abril, e concluiu com a dissipação de Jeruto em 16 de abril.

#### Julho - Dezembro
Em 12 de novembro, Alicia formou-se na seção extremo nordeste da bacia. Isso marcou a terceira temporada consecutiva com um ciclone tropical na pré-temporada. Alicia se tornou um ciclone tropical em 15 de novembro, rapidamente enfraquecido devido ao cisalhamento do vento vertical e águas frias, e se dissipou em 17 de novembro. Em 14 de novembro, outro distúrbio tropical se formou na costa de Madagascar ; no entanto, em 16 de novembro, o sistema falhou em se organizar devido ao cisalhamento do vento vertical desfavorável de acordo com o JTWC. Ele enfraqueceu rapidamente e se dissipou no dia seguinte. A bacia permaneceu tranquila até que, em 30 de novembro, uma baixa tropical atravessou a região australiana. Ela se intensificou em uma tempestade tropical moderada, depois em uma tempestade tropical severa, e foi chamada de Bongoyo. Duas baixas adicionais se formaram, uma se formou, mas saiu da bacia em 20 de dezembro e outra Zona de Clima Perturbada se formou perto de Diego Garcia, que se intensificou na Tempestade Tropical Severa Chalane, que atingiu Madagascar e Moçambique, o primeiro ciclone tropical desta temporada landfall. A mesma Zona de Tempo Perturbado que saiu em 20 de dezembro, voltou a entrar no dia 28 de dezembro, seguindo com outra Zona de Tempo Perturbado, designada 06. Em 1º de janeiro de 06 intensificou-se na Tempestade Tropical Danilo.

### Região Australiana

#### Janeiro - Junho
A temporada de ciclones da região da Austrália de 2019-2020 foi uma temporada de ciclones tropicais abaixo da média para as águas ao redor da Austrália entre as longitudes 90 ° E e 160 ° E. Tornou-se a temporada menos ativa desde a temporada 2016–2017 com apenas três sistemas intensificados em ciclones tropicais severos e três sistemas atingiram a região com intensidade de ciclone tropical. A temporada teve um início extraordinariamente tardio com o primeiro sistema, Blake, formando-se no início de janeiro, bem após o início oficial da temporada. Mais tarde, Blake aterrissaria no noroeste da Austrália e logo se degeneraria. Ao mesmo tempo, Claudia, outro ciclone tropical, se formou. Ele persistiu por duas semanas e alcançou a categoria 3 na escala do ciclone tropical australiano antes de se dissipar a oeste da Austrália. Mais tarde naquele mês, uma baixa tropical se formou e durou uma semana antes de se dissipar no final de janeiro sem ser identificada. Três outras baixas tropicais se formaram no final de janeiro e início de fevereiro. Um deles se dissipou mais tarde. Outro deles está entrando e saindo da região australiana. Foi designado 06F pelo Serviço Meteorológico de Fiji. O terceiro se intensificou no ciclone Damien. No final de fevereiro, 2 novos baixos tropicais se formaram e foram chamados de Esther e Ferdinand. Esther não se fortaleceu muito, mas Ferdinand passou a se tornar um ciclone tropical severo de categoria 3, equivalente a um furacão de categoria 2 no Atlântico. Em seguida, dois ciclones chamados Gretel e Harold se formaram no Mar de Coral em março e abril, respectivamente. Ambos saíram da bacia e se intensificaram ainda mais na bacia do Pacífico Sul. A temporada terminou com os dois pontos baixos formados na área sob TCWC Jakarta, que o último foi nomeado como Mangga, que se tornou um dos poderosos ciclones extratropicais a atingir a Austrália no final da temporada.

#### Julho - Dezembro
Em 24 de novembro, Baixa tropical 01U formou-se na costa de Sumatra, que iniciou a temporada de 2020–2021. Ele saiu da bacia em 30 de novembro e entrou no Oceano Índico Sudoeste, onde se intensificou em uma forte tempestade tropical e foi denominado Bongoyo. Depois disso, em 6 de dezembro, outra baixa se formou na costa de Java, que também se intensificou para um status de tempestade tropical, de acordo com o JTWC. Ele atingiu a Ilha Christmas e se dissipou rapidamente após atingir a região de Pilbara, na Austrália Ocidental. Junto com o sistema, outra baixa se formou na costa da região de Kimberley. Ambos os sistemas causaram fortes ventos e fortes chuvas. Outra baixa chamada 03U formou-se e rapidamente se dissipou após atingir o Território do Norte, Austrália. Outra baixa originada perto de Sumatra entrou na bacia em 20 de dezembro, que então saiu em 28 de dezembro.

### Oceano Pacífico Sul

#### Janeiro - Junho
A temporada de 2019-2020 foi ligeiramente acima da média com oito ciclones tropicais e quatro ciclones tropicais severos se formando durante a temporada. A outra metade de 2020 começou com a chegada da Depressão Tropical 01F no dia 22 de novembro, perto das Ilhas Salomão, que mais tarde se tornaria o Ciclone Tropical Rita. Rita alcançaria o pico de categoria 3 na escala australiana. O Distúrbio tropical 02F foi designado algum tempo depois, mas não durou muito depois disso. O Sarai foi formado em 23 de dezembro e durou até o ano novo antes de finalmente deixar de existir em 2 de janeiro. Não muito depois disso, Tino formou e afetou o leste de Fiji e a área circundante antes de se dissipar. Em 24 de janeiro, uma depressão se formou e se dissipou no dia seguinte, sem nome. No início de fevereiro, outra baixa originalmente na região australiana cruzou o 160º meridiano leste e emergiu no sul do Pacífico. Ele se fortaleceu em severo ciclone tropical Uesi e afetou a Nova Caledônia e a Nova Zelândia. Em meados de fevereiro, quatro distúrbios se formaram, 07F, 08F, 09F e 10F. 07F e 08F dissiparam antes de se tornarem depressões tropicais, mas as outras 2 se fortaleceram em ciclones tropicais Vicky e Wasi. Em meados de março, Gretel entrou na bacia. Ele se dissipou logo depois. No início de abril, Harold também entrou na bacia vindo da região australiana. Ele rapidamente se intensificou em um ciclone tropical severo de categoria 5 ao atingir Vanuatu. A temporada terminou em 10 de abril.

#### Julho - Dezembro
Durante 8 de dezembro, o FMS informou que o Tropical Disturbance 01F havia se desenvolvido, enquanto estava localizado a cerca de 145 km (90 mi) ao nordeste de Apia em Samoa. Nos dias seguintes, o sistema mudou-se para oeste em direção a Vanuatu e se desenvolveu em uma depressão tropical, antes de começar a interagir com o Distúrbio tropical 02F que se desenvolveu perto de Vanuatu. Em 13 de dezembro, 15:00 UTC, o 02F se intensificou em um ciclone tropical de categoria 1 Yasa de acordo com a escala australiana. Yasa está se intensificando e agora é uma categoria 5 de acordo com a escala australiana. No mesmo dia, o 03F intensificou-se para o ciclone tropical Zazu de categoria 1, reforçando para a categoria 2. Yasa se tornou o ciclone tropical mais poderoso de 2020, derrotando Goni com uma pressão barométrica mínima de 899 mb (26.5 inHg) e velocidade máxima do vento de 250 km/h (160 mph). Foi também o quarto ciclone tropical mais intenso do Pacífico Sul, depois de Winston, Zoe, Pam, enquanto Zazu se dissipou em um ciclone extratropical. Yasa causou danos catastróficos e quatro mortes em Fiji. Tornou-se extratropical em 20 de dezembro.

### Oceano Atlântico Sul
O Oceano Atlântico Sul teve um recorde de três sistemas nomeados em 2020: Kurumí no final de janeiro, Mani no final de outubro e Oquira no final de dezembro. Kurumí causou inundações e deslizamentos devastadores na região sudeste do Brasil, enquanto Mani causou fortes chuvas no estado do Espírito Santo. Já Oquira causou poucos danos às massas de terra.

### Mar Mediterrâneo
No Mar Mediterrâneo, um poderoso sistema não oficialmente chamado de Ianos pela Grécia formou e afetou a Sicília e a Grécia, com ventos de pico de 120 km/h (75 mph) e uma pressão mínima de 995 mb (29,38 inHg). Seus remanescentes afetaram Malta e a Líbia.

## Sistemas

### Janeiro

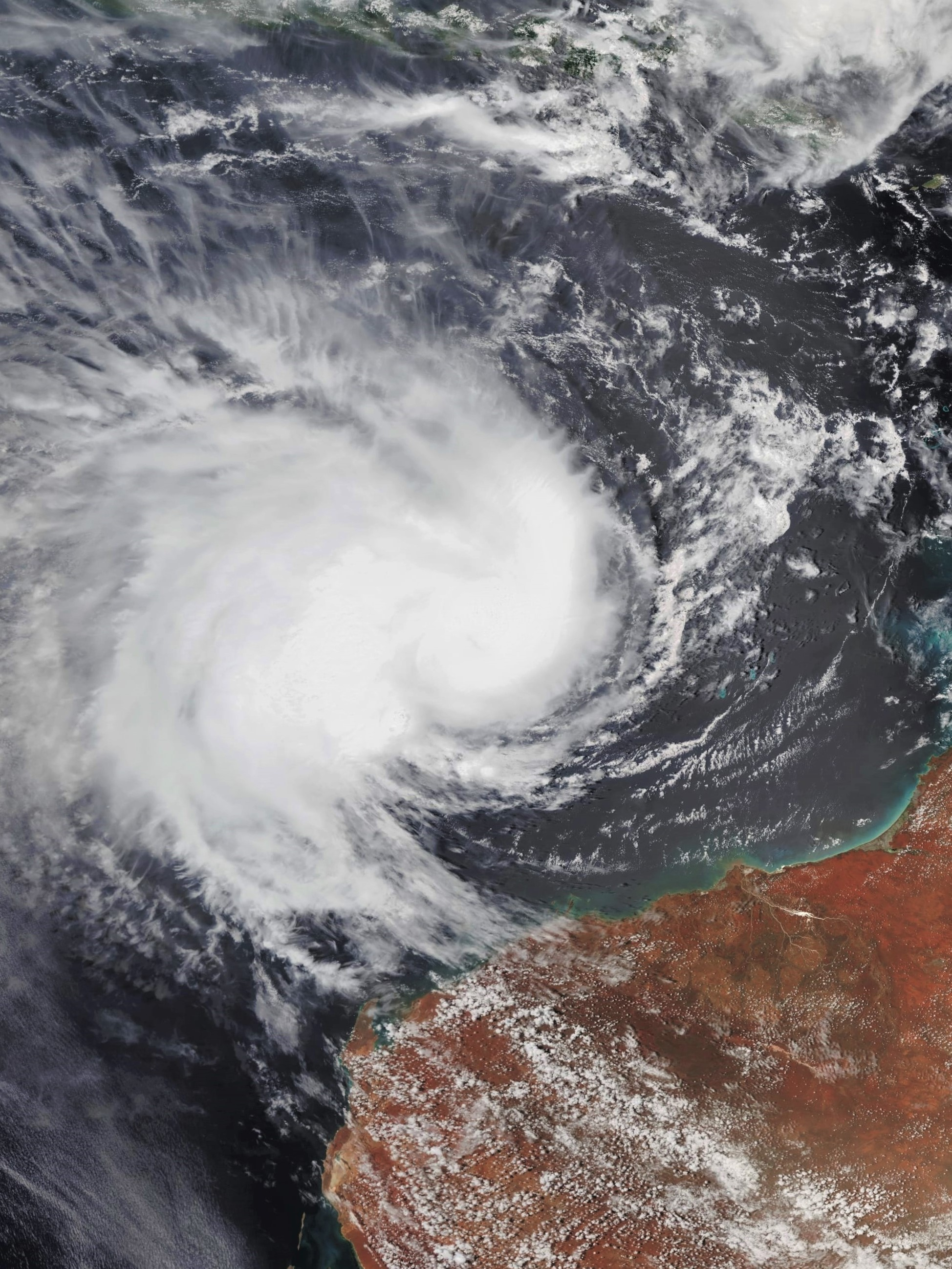
Ciclone claudia

O mês de janeiro foi moderadamente ativo em termos de tempestades nomeadas e sistemas formados, mas minimamente ativo em termos de intensidade no hemisfério sul, no entanto, nenhum ciclone tropical se desenvolveu no hemisfério norte. Um total de dez tempestades se desenvolveram, com seis desses sistemas foram nomeados e tiveram ventos fortes, enquanto duas dessas tempestades desenvolveram ventos com força de furacão e foram classificadas como ciclones tropicais severos. Quando o mês começou, Calvinia e Sarai enfraqueceram e gradualmente se dissiparam nos dias seguintes. Blake posteriormente se tornou a primeira tempestade com nome do ano e fez dois landfalls na região de Kimberley, trazendo fortes chuvas em toda a região. Somando-se a isso, o Tino causou danos consideráveis em todo o Pacífico Sul no meio do mês, e um raro ciclone subtropical no Altântico Sul se formou, denominado Kurumí, tornando-se o primeiro desse tipo a ser batizado em janeiro no final do mês.
| Nome da tempestade | Data ativo                     | Vento máximo km/h (mph) | pressão (hPa) | Áreas afetadas                                                            | Prejuízos (USD) | Fatalidades | Refs |
| ------------------ | ------------------------------ | ----------------------- | ------------- | ------------------------------------------------------------------------- | --------------- | ----------- | ---- |
| Blake              | 4 a 11 de janeiro              | 75 (45)                 | 986           | Austrália Ocidental                                                       | Menor           | Nenhum      |      |
| Claudia            | 4 a 17 de janeiro              | 150 (90)                | 963           | Indonésia Oriental, Top End, Kimberley                                    | Nenhum          | Nenhum      |      |
| Tino               | 11 a 20 de janeiro             | 120 (75)                | 970           | Ilhas Salomão, Vanuatu, Fiji, Wallis e Futuna, Ilhas Samoa, Tuvalu, Tonga | $ 5,83 milhões  | 2           |      |
| 05                 | 19 a 23 de janeiro             | 55 (35)                 | 999           | Nenhum                                                                    | Nenhum          | Nenhum      |      |
| Diane              | 22 a 26 de janeiro             | 75 (45)                 | 990           | Madagascar, Maurício, Reunião                                             | Desconhecido    | 31          |      |
| Kurumí             | 23 a 25 de janeiro             | 65 (40)                 | 998           | São Paulo, Minas Gerais, Espírito Santo, Rio de Janeiro                   | Desconhecido    | 70          |      |
| Esami              | 23 a 26 de janeiro             | 85 (50)                 | 990           | Rodrigues                                                                 | Nenhum          | Nenhum      |      |
| TL                 | 23 a 30 de janeiro             | Não especificado        | 998           | Território do Norte, Queensland                                           | Nenhum          | Nenhum      |      |
| 05F                | 24 de janeiro - 26             | Não especificado        | 1003          | Ilhas Samoa                                                               | Nenhum          | Nenhum      |      |
| TL                 | 31 de janeiro - 4 de fevereiro | Não especificado        | 1007          | Ilha Christmas, Ilhas Cocos                                               | Nenhum          | Nenhum      |      |

### Fevereiro

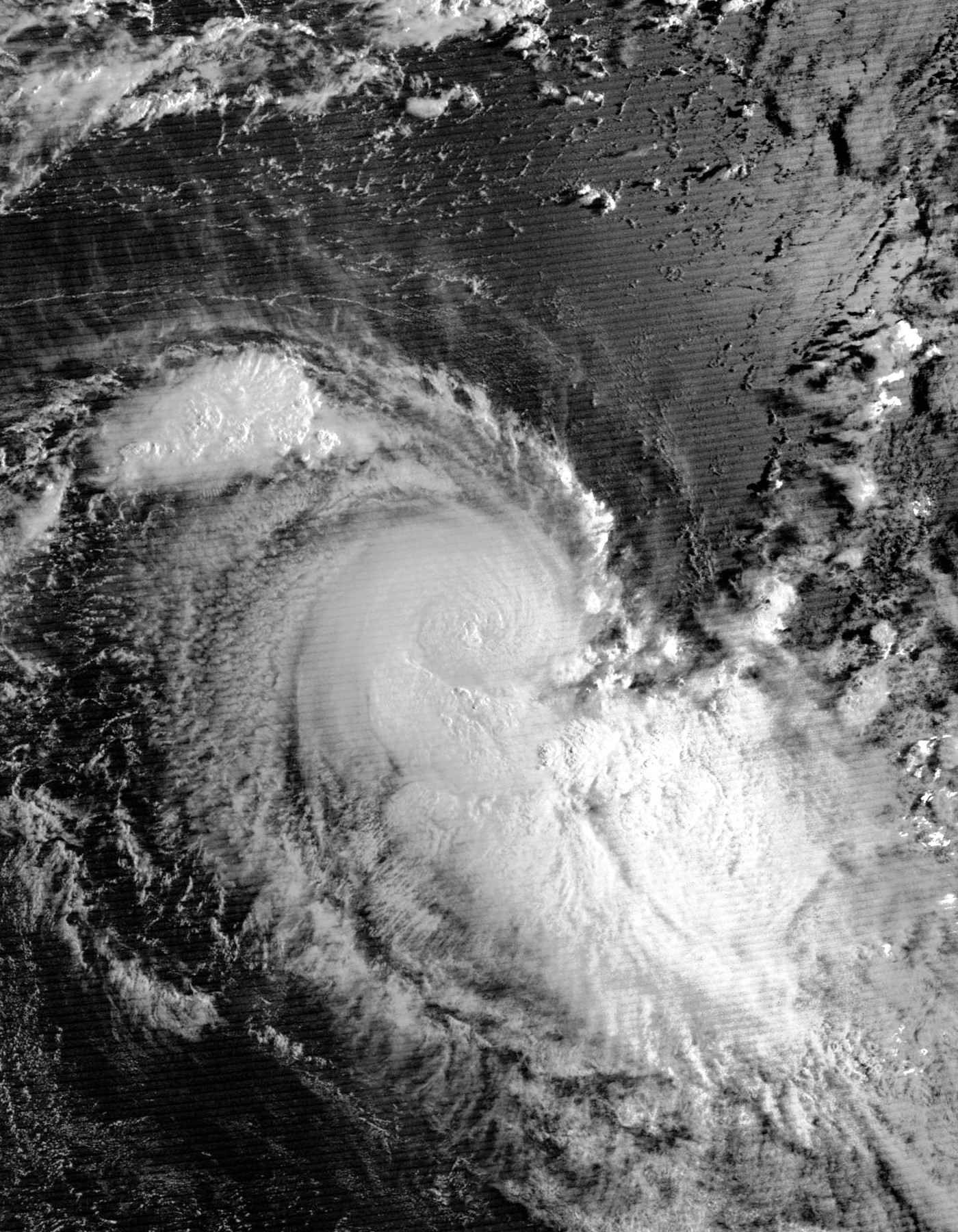
Ciclone Gabekile

O mês de fevereiro foi bastante ativo, com o desenvolvimento de treze ciclones tropicais, dos quais oito foram nomeados. Damien se tornou a primeira e mais forte tempestade do mês, impactando a região de Pilbara, no oeste da Austrália, como um ciclone tropical de categoria 2 na escala Saffir-Simpson. Uesi também afetou a costa leste da Austrália e da Nova Caledônia, matando uma pessoa. No final do mês, a atividade aumentou no Pacífico Sul com a formação de Vicky e Wasi, trazendo fortes chuvas para as Ilhas Samoa. Consequentemente, a atividade também aumentou na bacia australiana com a formação de Esther e Ferdinand, com Ferdinand permanecendo ao norte da costa australiana durante toda a sua vida.
| Nome da tempestade | Data ativo                   | Vento máximo km/h (mph) | pressão (hPa) | Áreas afetadas                                                                                                  | Prejuízos (USD) | Fatalidades | Refs |
| ------------------ | ---------------------------- | ----------------------- | ------------- | --- | --------------- | ----------- | ---- |
| Damien             | 2 a 11 de fevereiro          | 165 (105)               | 955           | Austrália do Norte, Kimberley                                                                                   | $ 4,3 milhões   | Nenhum      |      |
| Uesi               | 3 a 15 de fevereiro          | 120 (75)                | 970           | Ilhas Salomão, Vanuatu, Nova Caledónia, Ilha Lord Howe, Nova Zelândia, Nova Gales do Sul, Sudeste de Queensland | Menor           | 1           |      |
| Francisco          | 3 a 15 de fevereiro          | 80 (50)                 | 994           | Madagáscar | Menor           | 1           |      |
| TL                 | 6 a 8 de fevereiro           | Não especificado        | 1007          | Ilhas Cocos | Nenhum          | Nenhum      |      |
| TL                 | 13 de fevereiro              | Não especificado        | 1009          | Nenhum | Nenhum          | Nenhum      |      |
| Gabekile           | 13 a 17 de fevereiro         | 165 (105)               | 950           | Nenhum | Nenhum          | Nenhum      |      |
| 07F                | 14 a 21 de fevereiro         | Não especificado        | 998           | Tuvalu, Samoa Americana, Toquelau                                                                               | Nenhum          | Nenhum      |      |
| TL                 | 15 a 17 de fevereiro         | Não especificado        | 1002          | Ilhas Salomão                                                                                                   | Nenhum          | Nenhum      |      |
| 08F                | 17 a 18 de fevereiro         | 65 (40)                 | 994           | Samoa Americana, Niue                                                                                           | Nenhum          | Nenhum      |      |
| Vicky              | 19 a 22 de fevereiro         | 85 (50)                 | 988           | Ilhas Samoa, Niue                                                                                               | Nenhum          | Nenhum      |      |
| Wasi               | 21 a 23 de fevereiro         | 85 (50)                 | 990           | Wallis e Futuna, Ilhas Samoa                                                                                    | Nenhum          | Nenhum      |      |
| Ester              | 21 de fevereiro - 5 de março | 75 (45)                 | 988           | Extremo Norte de Queensland, Território do Norte, Kimberley                                                     | Nenhum          | Nenhum      |      |
| Ferdinand          | 22 de fevereiro a 4 de março | 155 (100)               | 960           | Pequenas Ilhas da Sonda                                                                                         | Nenhum          | Nenhum      |      |

### Março

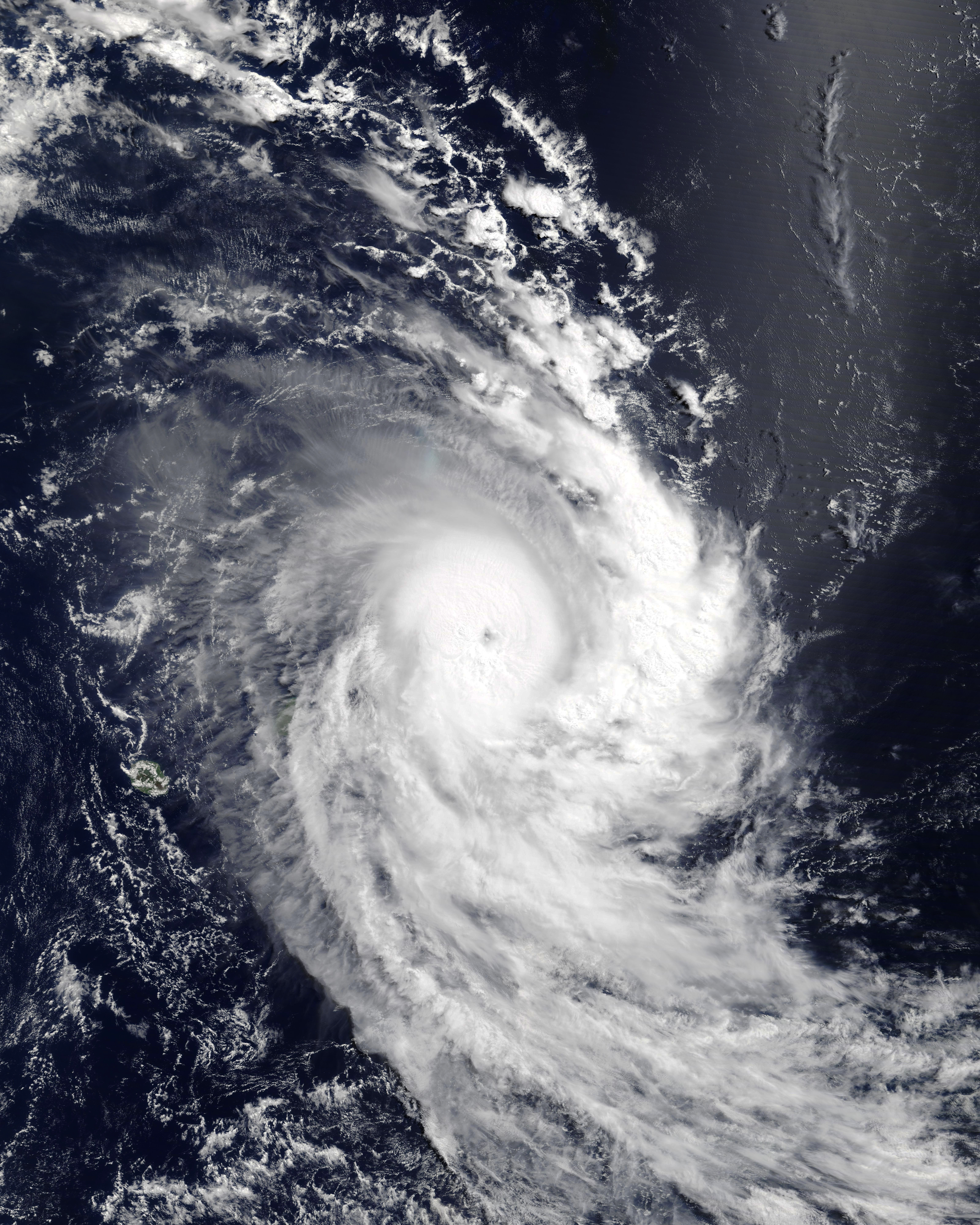
Ciclone Herold

Com apenas quatro ciclones tropicais se formando em março, o mês foi o menos ativo de 2020. Apesar disso, Gretel e Herold se formaram, com o último se tornando o primeiro grande ciclone tropical de 2020.
| Nome da tempestade | Data ativo               | Vento máximo km/h (mph) | pressão (hPa) | Áreas afetadas                                                               | Prejuízos (USD) | Fatalidades | Refs   |
| ------------------ | ------------------------ | ----------------------- | ------------- | ---------------------------------------------------------------------------- | --------------- | ----------- | ------ |
| 09U                | 9 a 14 de março          | 75 (45)                 | 999           | Java, Bali, West Nusa Tenggara Western Australia                             | Nenhum          | Nenhum      |        |
| Gretel             | 10 a 17 de março         | 100 (65)                | 980           | Top End, Nova Guiné, Queensland, Nova Caledônia, Ilha Norfolk, Nova Zelândia | Nenhum          | Nenhum      |        |
| Herold             | 12 a 20 de março         | 175 (110)               | 955           | Madagascar, Ilha Tromelin                                                    | Desconhecido    | 5           | [ 16 ] |
| 11U                | 29 de março a 2 de abril | Não especificado        | 1005          | Nova Guiné, Península do Cabo York                                           | Nenhum          | Nenhum      |        |

### Abril

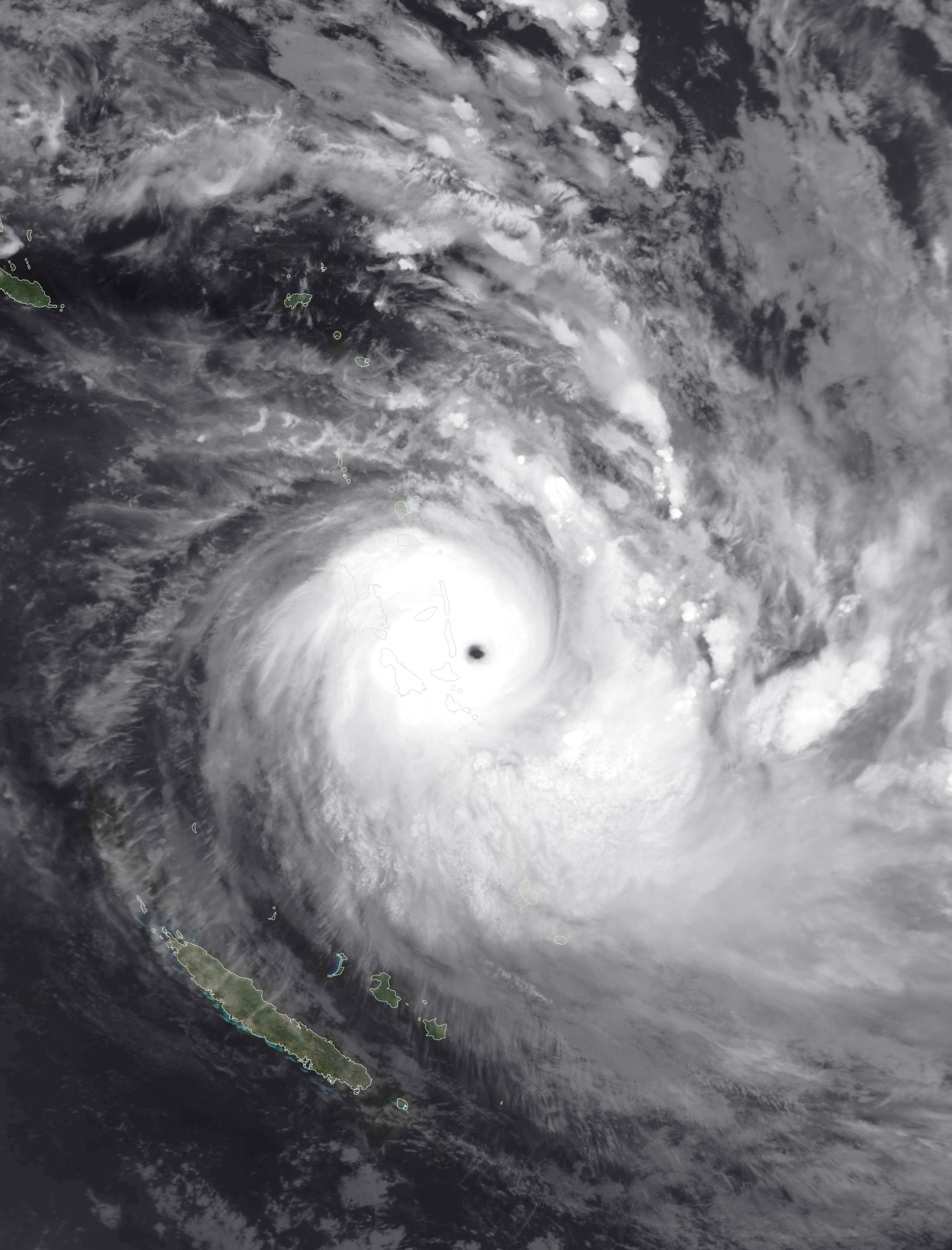
Ciclone Harold

O mês de abril foi bastante inativo, com apenas cinco tempestades se desenvolvendo e três sendo nomeadas, no entanto, o mês apresentou Harold responsável por danos devastadores em Vanuatu e a primeira tempestade equivalente a categoria 5 de 2020, bem como a primeira a ser apresentada no Sul Pacífico desde Gita em 2018. Também apresentava a Depressão Tropical 1E no Pacífico Oriental, tornando-se o primeiro ciclone tropical em formação na bacia propriamente dita, e a primeira tempestade no Hemisfério Norte em 2020.
| Nome da tempestade | Data ativo       | Vento máximo km/h (mph) | pressão (hPa) | Áreas afetadas                                        | Prejuízos (USD)   | Fatalidades | Refs |
| ------------------ | ---------------- | ----------------------- | ------------- | ----------------------------------------------------- | ----------------- | ----------- | ---- |
| Irondro            | 1 a 7 de abril   | 175 (110)               | 950           | Nenhum                                                | Nenhum            | Nenhum      |      |
| Harold             | 1º a 11 de abril | 230 (145)               | 920           | Papua Nova Guiné, Ilhas Salomão, Vanuatu, Fiji, Tonga | > $ 123,5 milhões | ≥30         |      |
| TL                 | 3 de abril       | Não específicado        | 1008          | Nenhum                                                | Nenhum            | Nenhum      |      |
| Jeruto             | 10 a 16 de abril | 65 (40)                 | 999           | Nenhum                                                | Nenhum            | Nenhum      |      |
| Um-E               | 25 a 26 de abril | 55 (35)                 | 1006          | Nenhum                                                | Nenhum            | Nenhum      |      |

### Maio

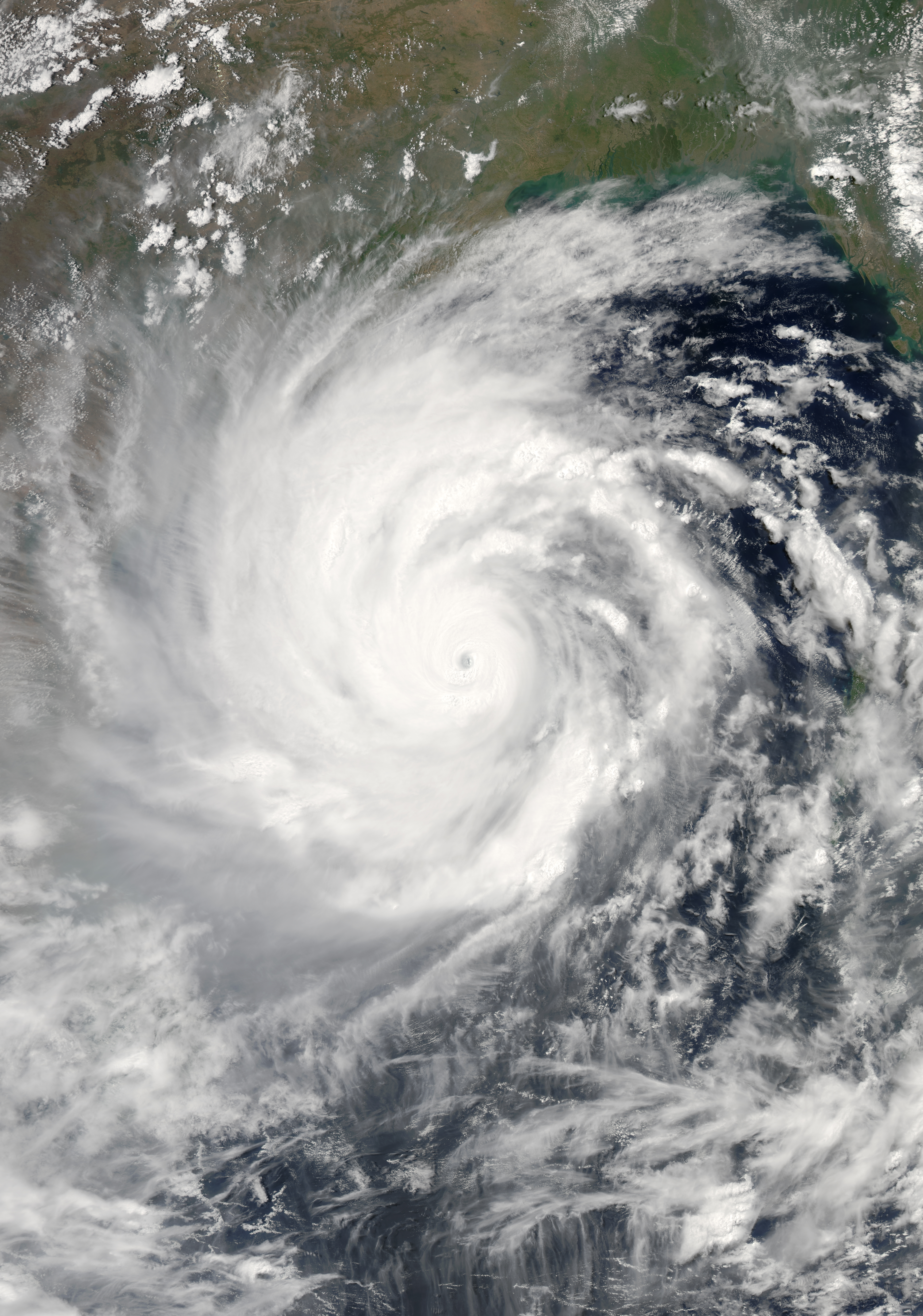
Ciclone Amphan

O mês de maio foi marginalmente ativo, com oito ciclones tropicais em desenvolvimento e seis deles sendo nomeados. Vongfong (Ambo) tornou-se a primeira tempestade da temporada de tufões do Pacífico, marcando o último início da bacia desde 2016 e causando danos significativos nas Filipinas. Arthur também se desenvolveu no mês, dando ao Atlântico Norte a temporada de seis temporadas consecutivas com atividade de pré-temporada. Amphan se tornou o mais forte do mês e também um dos ciclones mais fortes já registados no Oceano Índico Norte, bem como a tempestade mais cara já registada na bacia. No final do mês, Mangga formou-se como uma tempestade tropical fora de temporada na região australiana. Além disso, Bertha se formou no Atlântico e marcou a primeira vez desde 2016 que duas tempestades de pré-temporada se formaram no Atlântico, bem como a primeira vez desde 2012 que duas depressões ou tempestades tropicais se formaram no mês de maio.
| Nome da tempestade | Data ativo      | Vento máximo km/h (mph) | pressão (hPa) | Áreas afetadas                                            | Prejuízos (USD)    | Fatalidades | Refs |
| ------------------ | --------------- | ----------------------- | ------------- | --------------------------------------------------------- | ------------------ | ----------- | ---- |
| TD                 | 3 a 10 de maio  | 55 (35)                 | 1004          | Ilhas Mentawai, Sumatra                                   | Nenhum             | Nenhum      |      |
| Vongfong (Ambo)    | 10 a 18 de maio | 155 (100)               | 960           | Palau, Filipinas, Taiwan, Ilhas Ryukyu                    | $ 50 milhões       | 5           |      |
| Amphan             | 16 a 21 de maio | 240 (150)               | 920           | Sri Lanka, Bangladesh, Índia, Butão                       | >$13,6 mil milhões | 128         |      |
| Arthur             | 16 a 19 de maio | 95 (60)                 | 990           | Cuba, Flórida, Bahamas, Carolina do Norte, Bermudas       | $112.000           | Nenhum      |      |
| Mangga             | 19 a 23 de maio | 65 (40)                 | 995           | Ilhas Cocos, Ilhas Mentawai, Sumatra, Austrália Ocidental | Nenhum             | Nenhum      |      |
| Bertha             | 27 a 28 de maio | 85 (50)                 | 1004          | Flórida, Bahamas, Costa Leste dos Estados Unidos          | $130,000           | 1           |      |
| ARB 01             | 29 a 31 de maio | 45 (30)                 | 1000          | Omã, Iêmen                                                | Desconhecido       | 3           |      |
| Amanda             | 30 a 31 de maio | 65 (40)                 | 1003          | Guatemala, El Salvador, Honduras, Belize, Costa Rica      | >$200 milhões      | 40          |      |

### Junho

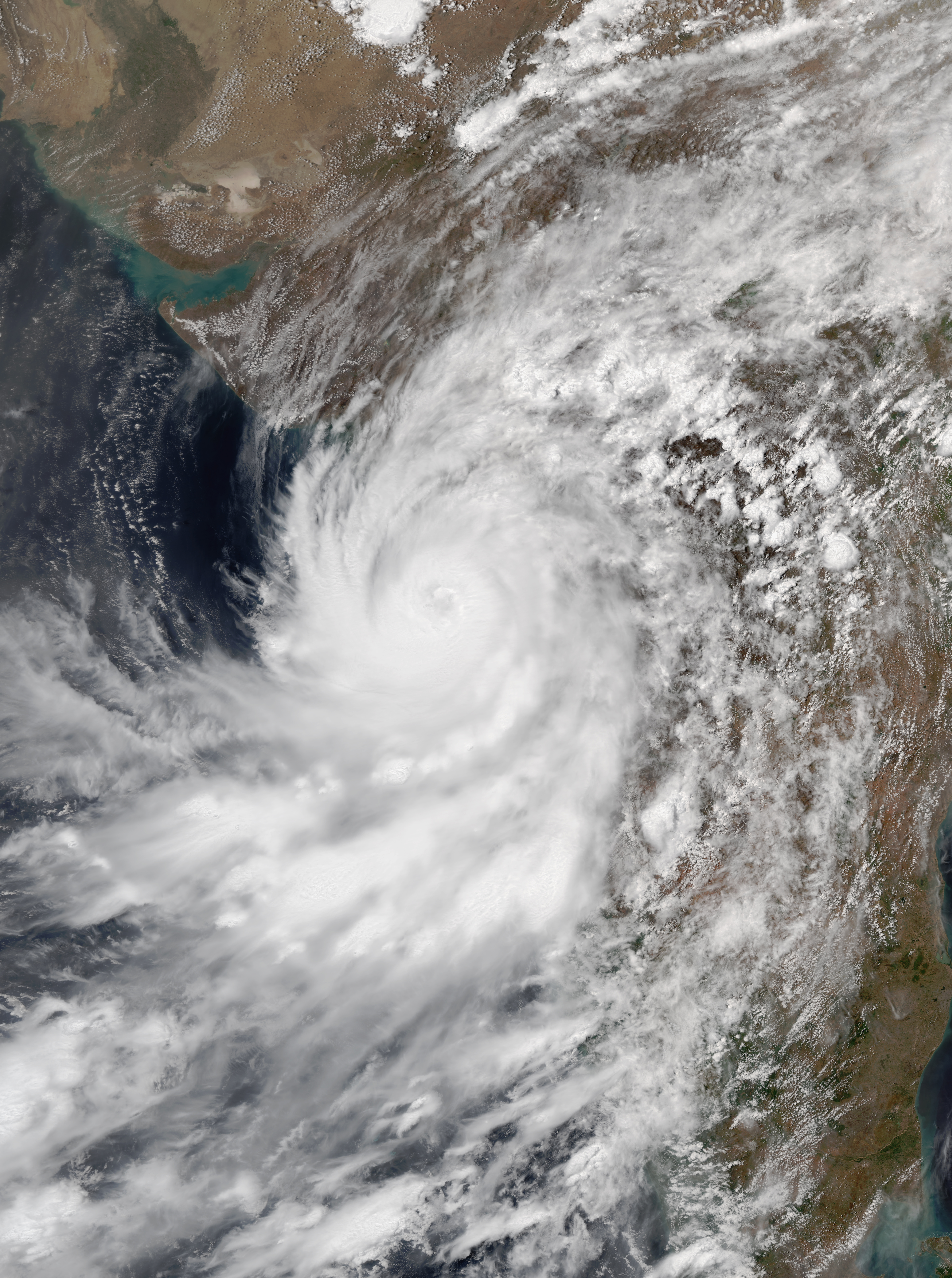
Ciclone Nisarga

Junho foi ligeiramente inativo, com apenas seis ciclones tropicais se formando e cinco deles sendo nomeados.  No norte do Oceano Índico, Nisarga formou-se próximo ao sudoeste da Índia e afetou historicamente as cidades de Alibag e Mumbai. Cristobal formou-se a partir dos remanescentes de Amanda em maio e afetou o México e os Estados Unidos, tornando-se a primeira terceira tempestade com nome registado no Oceano Atlântico Norte. Nuri formou-se na costa leste das Filipinas, tornando-se a segunda tempestade da temporada de tufões no Pacífico Ocidental, mas enfraqueceu rapidamente antes do landfall. Perto do final do mês, Dolly formou-se no Oceano Atlântico Norte e se tornou a terceira primeira tempestade com nome na bacia registada, mas se dissipou antes de chegar a qualquer terra.
| Nome da tempestade | Data ativo       | Vento máximo km/h (mph) | pressão (hPa) | Áreas afetadas | Prejuízos (USD) | Fatalidades | Refs |
| ------------------ | ---------------- | ----------------------- | ------------- | --- | --------------- | ----------- | ---- |
| Nisarga            | 1 a 4 de junho   | 110 (70)                | 984           | Índia Ocidental | $803 milhões    | 6           |      |
| Cristobal          | 1 a 10 de junho  | 95 (60)                 | 992           | Guatemala, El Salvador, Belize, México, Costa do Golfo dos Estados Unidos, Meio-oeste dos Estados Unidos, Leste do Canadá | $665 milhões    | 15          |      |
| Nuri (Butchoy)     | 10 a 15 de junho | 75 (45)                 | 996           | Filipinas, China | Mínimo          | 1           |      |
| Dolly              | 22 a 24 de junho | 75 (45)                 | 1002          | Costa Leste dos Estados Unidos, Canadá Atlântico                                                                          | Nenhum          | Nenhum      |      |
| Boris              | 24 a 28 de junho | 65 (40)                 | 1005          | Nenhum | Nenhum          | Nenhum      |      |
| Quatro-E           | 30 de Junho      | 55 (35)                 | 1004          | Nenhum | Nenhum          | Nenhum      |      |

### Julho

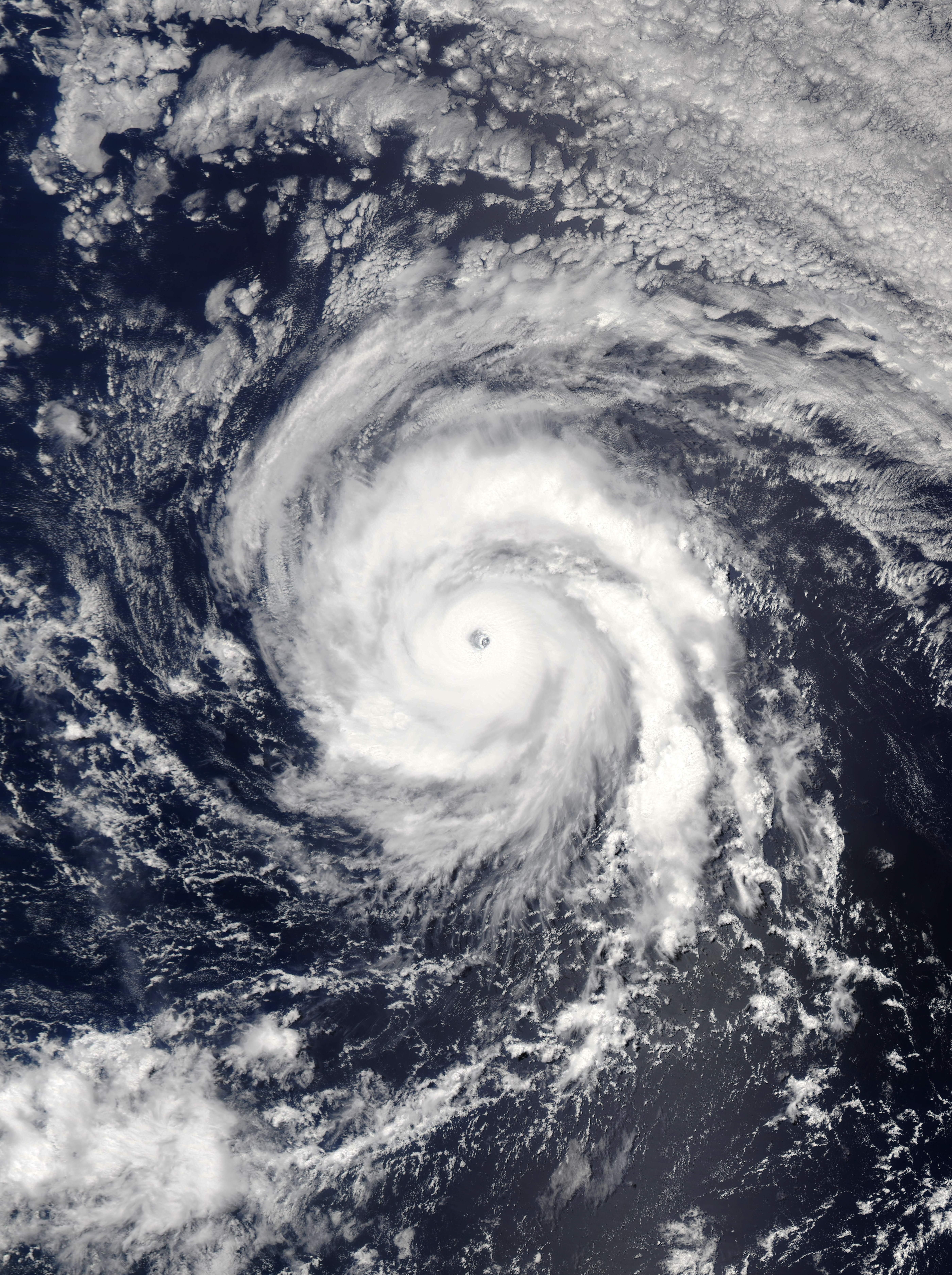
Furacão Douglas

O mês de julho foi ativo, com a formação de 14 ciclones tropicais e nove sendo nomeados. Edouard, que se desenvolveu em 4 de julho, tornou - se oficialmente a quinta tempestade nomeada que se formou mais cedo no Atlântico Norte em 6 de julho, ultrapassando o recorde de 11 de julho estabelecido por Emily em 2005. Posteriormente, Fay juntou-se a ela em 9 de julho, que se tornou a sexta tempestade nomeada que se formou mais cedo na bacia e fez um landfall incomum em Nova Jersey, superando o recorde anterior de 21 de julho estabelecido por Franklin (2005). No Pacífico Oeste, a terceira depressão tropical do Rio de Janeiro se formou em 11 de julho e no final do mês apresentava o Tufão Hagupit, o segundo tufão da temporada, e a Tempestade Tropical Sinlaku. O furacão de categoria 4 Douglas tornou-se então um dos primeiros furacões mais recentes no Pacífico Leste e se tornaria o primeiro grande furacão da temporada de furacões do Pacífico Leste, que também seria a tempestade mais forte do mês. Douglas fez uma passagem incomumente perto das ilhas havaianas, como um furacão de categoria 1, mas causou pouco ou nenhum dano. Perto do final do mês, Gonzalo, Hanna e Isaias marcaram as primeiras tempestades com nome de sétima, oitava e nona registadas no Atlântico, batendo o recorde estabelecido por Gert, Harvey e Irene em 2005, respectivamente. O furacão Hanna e Isaias juntos se tornariam o primeiro e o segundo furacões da temporada de furacões no Atlântico, com Isaias, em particular, gerando um surto de tornado prejudicial no leste dos Estados Unidos.
| Nome da tempestade | Data ativo                  | Vento máximo km/h (mph) | pressão (hPa) | Áreas afetadas                                                                                                   | Prejuízos (USD)  | Fatalidades | Refs |
| ------------------ | --------------------------- | ----------------------- | ------------- | --- | ---------------- | ----------- | ---- |
| Edouard            | 4 a 6 de julho              | 75 (45)                 | 1007          | Bermuda, Irlanda, Reino Unido, Países Baixos, Dinamarca, Polónia, Rússia                                         | Menor            | Nenhum      |      |
| Cristina           | 6 a 13 de julho             | 110 (70)                | 993           | Ilha Socorro | Nenhum           | Nenhum      |      |
| Fay                | 9 a 11 de julho             | 95 (60)                 | 998           | Médio Atlântico, Nova Inglaterra                                                                                 | $350 milhões     | 6           |      |
| Carina             | 11 a 15 de julho            | 55 (35)                 | 1004          | Filipinas, Taiwan                                                                                                | Menor            | Nenhum      |      |
| Seis-E             | 13 a 14 de julho            | 55 (35)                 | 1007          | Nenhum | Nenhum           | Nenhum      |      |
| Sete-E             | 20 a 21 de julho            | 65 (40)                 | 1006          | Nenhum | Nenhum           | Nenhum      |      |
| Douglas            | 20 a 29 de julho            | 215 (130)               | 954           | Havaí | Menor            | Nenhum      |      |
| Gonzalo            | 21 a 25 de julho            | 100 (65)                | 997           | Ilhas de Sotavento, Trindade e Tobago, Venezuela, Ilhas de Barlavento                                            | Minimal          | Nenhum      |      |
| Hanna              | 23 a 27 de julho            | 150 (90)                | 973           | Hispaniola, Cuba, Costa do Golfo dos Estados Unidos, México                                                      | $875 milhões     | 5           |      |
| TD                 | 27 a 30 de julho            | Não definido            | 1010          | Nenhum | Nenhum           | Nenhum      |      |
| Isaias             | 30 de julho a 5 de agosto   | 140 (85)                | 987           | Ilhas de Sotavento, Porto Rico, Hispaniola, Arquipélago Lucayan, Costa Leste dos Estados Unidos, Leste do Canadá | $4,7 mil milhões | 18          |      |
| Sinlaku            | 31 de julho a 3 de agosto   | 65 (40)                 | 992           | Sul da China, Vietname                                                                                           | $12.9 milhões    | 6           |      |
| Hagupit (Dindo)    | 31 de julho a 5 de agosto   | 130 (80)                | 975           | Ilhas Ryukyu, Taiwan, Leste da China                                                                             | $411 milhões     | 17          |      |
| Dez                | 31 de julho a 2 de agosto 2 | 55 (35)                 | 1007          | África Ocidental, Cabo Verde                                                                                     | Nenhum           | Nenhum      |      |

### Agosto
Agosto foi o segundo mês mais ativo do ano, com a formação de 18 ciclones tropicais e 15 tempestades nomeadas. Tempestades Josephine, Kyle, Laura e Marco se tornaram as primeiras tempestades nomeadas 10, 11, 12 e 13 registadas no Atlântico e se formando em 13, 14, 21 e 22 de agosto, respectivamente. O furacão Laura percorreu o Caribe e eventualmente se fortaleceu em um furacão de categoria 4 de ponta, tornando-se o furacão mais forte já registado no estado norte-americano da Luisiana e causando mais de 14 mil milhões de dólares em danos. No Pacífico oriental, um surto de ciclone tropical resultou na formação de Elida, Fausto, Genevieve, Hernan e Iselle. Embora não tenha atingido a costa diretamente, o furacão Genevieve passou muito perto da Baja California Sur e causou pequenos danos. A atividade no Pacífico Ocidental aumentou significativamente com a formação de Jangmi, Mekkhala, uma depressão tropical que não afetou a terra, e Higos no Mar do Sul da China. Após o Higos, uma série de tufões chamados Bavi, Maysak e Haishen se formou, todos impactando a Coreia do Sul e Haishen, tornando-se os mais fortes do mês como um tufão equivalente próximo à categoria 5.
| Nome da tempestade | Data ativo                   | Vento máximo km/h (mph) | pressão (hPa) | Áreas afetadas | Prejuízos (USD)   | Fatalidades | Refs |
| ------------------ | ---------------------------- | ----------------------- | ------------- | --- | ----------------- | ----------- | ---- |
| Jangmi (Enteng)    | 7 a 10 de agosto             | 85 (50)                 | 996           | Filipinas, Ilhas Ryukyu, Península da Coreia                                                                                        | $1 milhão         | Nenhum      |      |
| Elida              | 9 a 13 de agosto             | 155 (100)               | 975           | México, Ilha Socorro | Nenhum            | Nenhum      |      |
| Mekkhala (Ferdie)  | 9 a 11 de agosto             | 95 (60)                 | 992           | Filipinas, Taiwan, Leste da China                                                                                                   | $159 milhões      | Nenhum      |      |
| Gener              | 9 a 13 de agosto             | 55 (35)                 | 1012          | Nenhum | Nenhum            | Nenhum      |      |
| Josephine          | 11 a 16 de agosto            | 75 (45)                 | 1004          | Ilhas de Barlavento, Porto Rico | Nenhum            | Nenhum      |      |
| Ten-E              | 13 a 16 de agosto            | 55 (35)                 | 1004          | Nenhum | Nenhum            | Nenhum      |      |
| Kyle               | 14 a 16 de agosto            | 85 (50)                 | 1000          | Costa Leste dos Estados Unidos, Reino Unido, Irlanda                                                                                | Nenhum            | Nenhum      |      |
| Fausto             | 16 a 17 de agosto            | 65 (40)                 | 1004          | Califórnia | Menor             | 1           |      |
| Genevieve          | agosto 16 – 21               | 215 (130)               | 950           | Sudoeste do México, Ilha Socorro, Península de Baja California                                                                      | $50 milhões       | 6           |      |
| Higos (Helen)      | 6 a 20 de agosto             | 100 (65)                | 992           | Filipinas, Sul da China, Hong Kong                                                                                                  | $142 milhões      | 7           |      |
| Laura              | 20 a 29 de agosto            | 240 (150)               | 937           | Pequenas Antilhas, Antilhas Maiores, Bahamas, Costa do Golfo dos Estados Unidos, Médio dos Estados Unidos, Leste dos Estados Unidos | $16,1 mil milhões | 77          |      |
| Marco              | 20 a 25 de agosto            | 120 (75)                | 991           | Ilhas de Sotavento, América do Sul, Jamaica, Ilhas Caimão Britâncias, Belize                                                        | $10 milhões       | 1           |      |
| Bavi (Igme)        | 21 de 27 de agosto           | 155 (100)               | 950           | Filipinas, Ilhas Ryukyu, Taiwan, Coreia do Norte                                                                                    | $11.7 milhões     | 1           |      |
| Hernan             | 26 de 28 de agosto           | 75 (45)                 | 1001          | México, Península de Baja California                                                                                                | Desconhecido      | Nenhum      |      |
| Iselle             | 26 a 30 de agosto            | 95 (60)                 | 997           | Ilha Clarion | Nenhum            | Nenhum      |      |
| Maysak (Julian)    | 27 de agosto a 3 de setembro | 175 (110)               | 935           | Filipinas, Ilha Ryukyu, Península da Coreia                                                                                         | $100 milhões      | 32          |      |
| Haishen (Kristine) | 31 de agosto a 9 de setembro | 185 (115)               | 920           | Ilhas Mariana, China, Japão, Coreia                                                                                                 | $100 milhões      | 4           |      |
| Omar               | 31 de agosto a 5 de setembro | 65 (40)                 | 1003          | Sudoeste dos Estados Unidos | Nenhum            | Nenhum      |      |

### Setembro

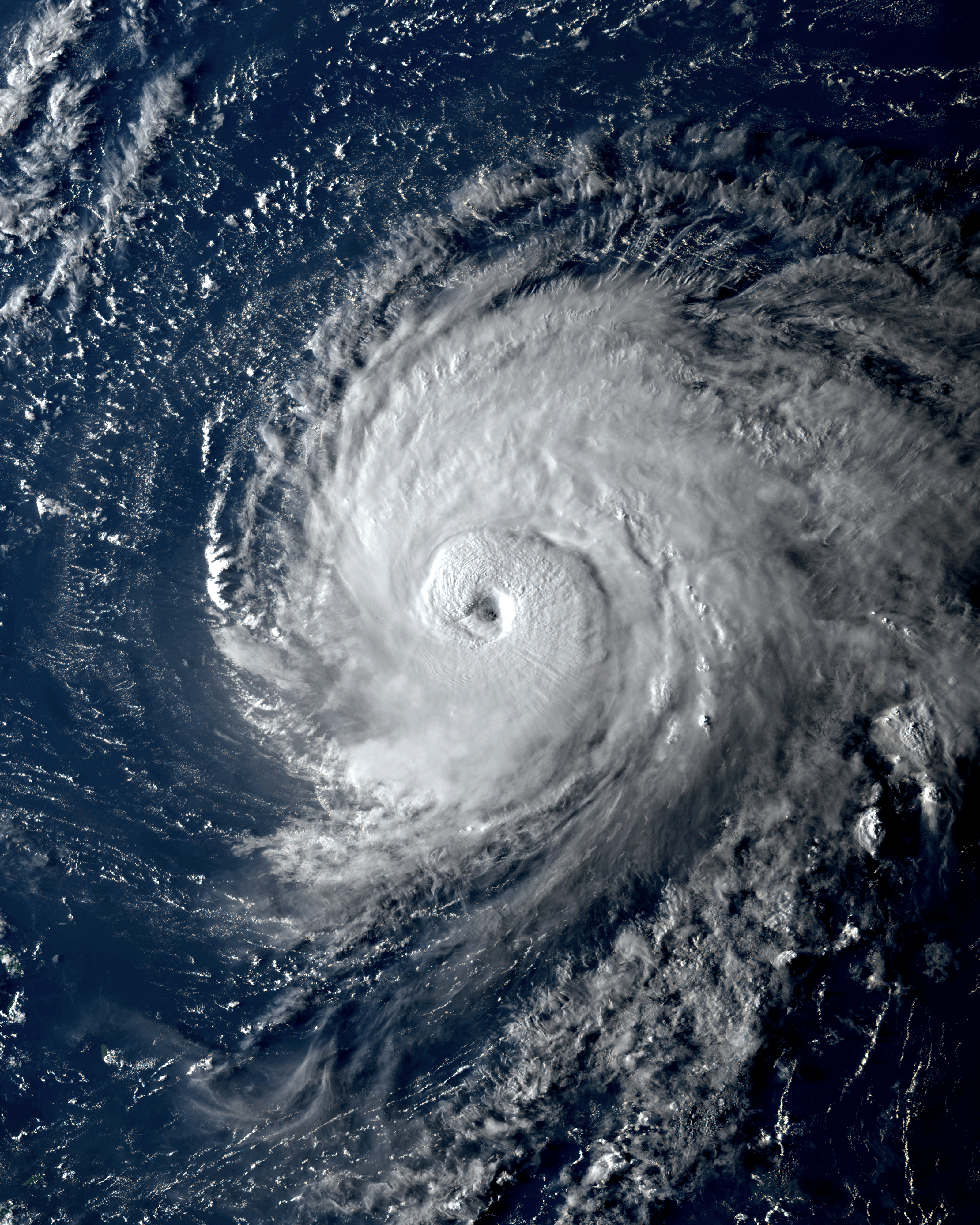
Furacão Teddy

Setembro foi o mês mais ativo do ano, com 19 ciclones tropicais em desenvolvimento, dos quais 17 foram nomeados. Também não incluído oficialmente está o Medicane Ianos, que se desenvolveu no Mar Mediterrâneo e é incluído apenas para fins de manutenção de registos. O Atlântico Norte contribuiu principalmente para a maior parte do desenvolvimento no mês e continuou a sua temporada recorde com o desenvolvimento dos furacões Nana, Paulette, Sally e Teddy, e das tempestades (sub) tropicais Omar, Rene, Vicky, Wilfred, Alpha e Beta. O furacão Sally trouxe impactos devastadores a partes do sudeste dos Estados Unidos, enquanto o furacão Paulette atingiu as Bermudas como um furacão de categoria 1. Subtropical Storm Alpha, a primeira tempestade de nome grego da temporada de furacões no oceano Atlântico de 2020, fez um landfall extremamente raro em Portugal, além de quebrar vários outros recordes, como o ciclone tropical de formação mais oriental já registado na bacia. Além disso, três tempestades tropicais Julio, Karina, Lowell e um furacão, Marie formaram no Pacífico Oriental. Além disso, a temporada de tufões do Pacífico Ocidental produziu 5 tempestades, três das quais se tornaram tempestades tropicais: Noul, Dolphin e Kujira.
| Nome da tempestade | Data ativo              | Vento máximo km/h (mph) | pressão (hPa) | Áreas afetadas                                                                               | Prejuízos (USD) | Fatalidades | Refs |
| ------------------ | ----------------------- | ----------------------- | ------------- | -------------------------------------------------------------------------------------------- | --------------- | ----------- | ---- |
| Nana               | 1 a 4 de setembro       | 120 (75)                | 994           | Jamaica, Honduras, Belize, Guatemala                                                         | $20 milhões     | Nenhum      |      |
| Julio              | 5 a 7 de setembro       | 75 (45)                 | 1003          | Nenhum                                                                                       | Nenhum          | Nenhum      |      |
| Paulette           | 7 a 23 de setembro      | 165 (105)               | 965           | Bermuda, Azores, Madeira                                                                     | $50 milhões     | 1           |      |
| Rene               | 7 a 14 de setembro      | 85 (50)                 | 1000          | Senegal, Cabo Verde                                                                          | Menor           | Nenhum      |      |
| 12W                | 10 a 12 de setembro     | 55 (35)                 | 1006          | Ilhas Bonin                                                                                  | Nenhum          | Nenhum      |      |
| Sally              | 11 a 17 de setembro     | 165 (105)               | 965           | Bahamas, Cuba, Costa do Golfo dos Estados Unidos, Região Sudeste dos Estados Unidos, Noruega | ≥$5 mil milhões | 8           |      |
| Teddy              | 12 a 23 de setembro     | 220 (140)               | 945           | Pequenas Antilhas, Bermudas, Costa Leste dos Estados Unidos, Províncias atlânticas do Canadá | $35 milhões     | 3           |      |
| Karina             | 13 a 17 de setembro     | 95 (60)                 | 996           | Nenhum                                                                                       | Nenhum          | Nenhum      |      |
| Vicky              | 14 a 17 de setembro     | 85 (50)                 | 1000          | Cabo Verde                                                                                   | Minimal         | 1           |      |
| Ianos              | 14 a 20 de setembro     | 120 (75)                | 995           | Malta, Itália, Grécia, Líbia                                                                 | $100 milhões    | 5           |      |
| Noul (Leon)        | 14 a 19 de setembro     | 80 (50)                 | 994           | Filipinas, Vietname, Camboja                                                                 | $175 milhões    | 18          |      |
| Beta               | setembro 17 – 23        | 95 (60)                 | 994           | México, Texas                                                                                | $400 milhões    | 1           |      |
| Wilfred            | setembro 18 – 21        | 65 (40)                 | 1007          | Nenhum                                                                                       | Nenhum          | Nenhum      |      |
| Alpha              | setembro 18 – 19        | 85 (50)                 | 996           | Península Ibérica                                                                            | $2 milhões      | 1           |      |
| Dolphin (Marce)    | setembro 20 – 24        | 110 (70)                | 975           | Nenhum                                                                                       | Nenhum          | Nenhum      |      |
| Lowell             | setembro 20 – 25        | 85 (50)                 | 1001          | Nenhum                                                                                       | Nenhum          | Nenhum      |      |
| Kujira             | setembro 26 – 30        | 110 (70)                | 980           | Nenhum                                                                                       | Nenhum          | Nenhum      |      |
| TD                 | setembro 27 – 29        | 55 (35)                 | 1000          | Nenhum                                                                                       | Nenhum          | Nenhum      |      |
| Marie              | setembro 29 – outubro 7 | 215 (130)               | 947           | Nenhum                                                                                       | Nenhum          | Nenhum      |      |

### Outubro

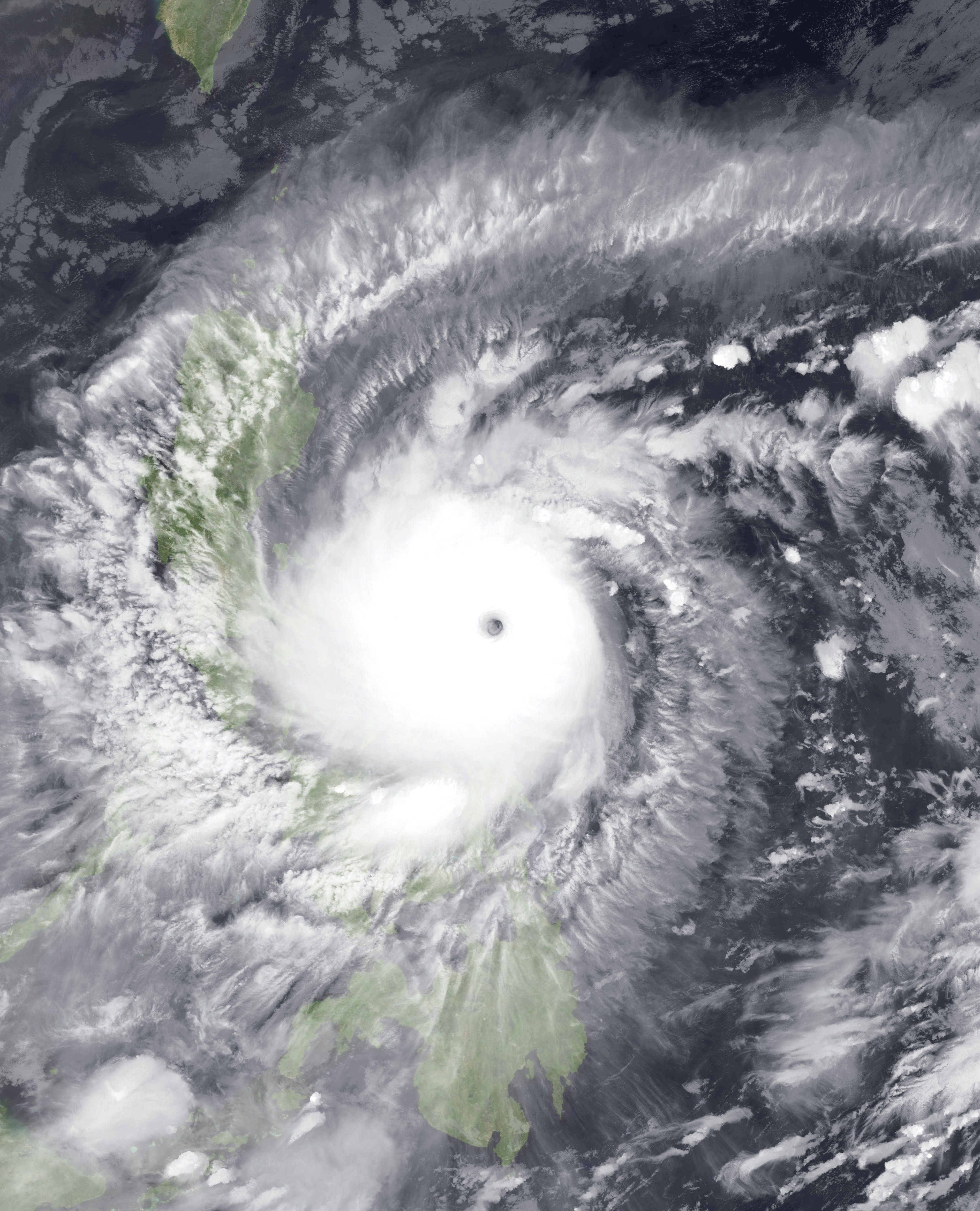
Tufão Goni

Durante outubro, dezoito ciclones tropicais formaram-se e o mês ficou empatado como o segundo mês mais ativo do ano, com treze dos ciclones sendo nomeados. O mês começou com a terceira tempestade de nome grego do Atlântico, Gamma, e continuou com atividade recorde consistente no Atlântico, incluindo 4 furacões adicionais; Delta, Epsilon, Zeta e Eta. Delta e Zeta impactaram a Península de Iucatã antes de atingir a costa da Luisiana. O Eta rapidamente se intensificou para um furacão de categoria 4 de ponta, se tornando o segundo mais forte da temporada e o terceiro furacão mais forte em novembro já registado. Depois de atingir a América Central, causou mais de 180 mortes. O Pacífico Oriental estava muito quieto, apresentando apenas Norbert, enquanto o Pacífico Ocidental estava ativo apresentando vários sistemas tropicais que também levaram a severas inundações no Vietname, incluindo Saudel, Molave e Goni. Em particular, Goni ficou empatado com Meranti e Haiyan como o tufão mais intenso registado no Hemisfério oriental e o ciclone mais intenso registado para atingir a costa da história, com ventos sustentados de um minuto de 315 km/h (196 mph) causando níveis históricos de danos nas Filipinas. No Norte do Oceano Índico, BOB 02, ARB 03 e BOB 03 foram formados, o que causou o atraso da retirada da temporada de monções do sudoeste e inundações repentinas em Telengana e Maharashtra. Também durante o mês, ocorreu uma rara tempestade subtropical no Atlântico Sul chamada Mani, e causou muitos estragos no Espírito Santo.
| Nome da tempestade | Data ativo               | Vento máximo km/h (mph) | pressão (hPa) | Áreas afetadas | Prejuízos (USD)   | Fatalidades | Refs   |
| ------------------ | ------------------------ | ----------------------- | ------------- | --- | ----------------- | ----------- | ------ |
| Gamma              | outubro 2 – 6            | 110 (70)                | 980           | América Central, Ilhas Caimão, Península de Iucatã | $100 milhões      | 7           |        |
| Chan-hom           | outubro 4 – 16           | 120 (75)                | 970           | Japão | Nenhum            | Nenhum      |        |
| Delta              | outubro 5 – 11           | 230 (145)               | 953           | Jamaica, Nicarágua, Ilhas Cayman, Península de Iucatã, Costa do Golfo dos Estados Unidos, Região Sudeste dos Estados Unidos, Região Nordeste dos Estados Unidos                           | $4,19 mil milhões | 6           |        |
| Norbert            | outubro 5 – 15           | 85 (50)                 | 1001          | Nenhum | Nenhum            | Nenhum      |        |
| Linfa              | outubro 9 – 12           | 75 (45)                 | 996           | Filipinas, Vietname, Camboja, Laos Tailândia, Myanmar | $217 milhões      | 137         |        |
| BOB 02             | outubro 11 – 14          | 55 (35)                 | 999           | Andra Pradexe, Pondicheri, Telanganá, Querala, Carnataca, Maarastra, Goa | $681 milhões      | 98          | [ 17 ] |
| Nangka (Nika)      | outubro 11 – 14          | 85 (50)                 | 990           | Filipinas, China meridional, Vietname, Laos | $2.82 milhões     | 4           |        |
| Ofel               | outubro 13 – 16          | 55 (35)                 | 1002          | Filipinas, Vietname | $27.9 milhões     | 10          |        |
| ARB 03             | outubro 17 – 19          | 45 (30)                 | 1000          | Maarastra | Menor             | Nenhum      |        |
| Saudel (Pepito)    | outubro 19 – 26          | 130 (80)                | 965           | Filipinas, China Meridional | $2.19 milhões     | Nenhum      |        |
| Epsilon            | outubro 19 – 26          | 185 (115)               | 951           | Bermudas | Menor             | Nenhum      |        |
| 20W                | outubro 19 – 23          | 55 (35)                 | 1008          | Japão | Nenhum            | Nenhum      |        |
| BOB 03             | outubro 22 – 24          | 45 (30)                 | 1000          | Bengala Ocidental, Bangladesh, Nordeste da Índia | Menor             | Nenhum      |        |
| Molave (Quinta)    | outubro 23 – 28          | 155 (100)               | 950           | Filipinas, Ilhas Spratly, Vietname, Laos, Camboja, Tailândia, Malásia, Myanmar | $660 milhões      | 71          |        |
| Zeta               | outubro 24 – 29          | 175 (110)               | 970           | Ilhas Cayman, Jamaica, América Central, Península de Iucatã, Costa do Golfo dos Estados Unidos, Região Sudeste dos Estados Unidos, Médio Atlântico, Nova Inglaterra, Irlanda, Reino Unido | $3,2 mil milhões  | 8           |        |
| Mani               | outubro 25 – 28          | 65 (40)                 | 1004          | Brasil | Nenhum            | Nenhum      |        |
| Goni (Rolly)       | outubro 26 – novembro 6  | 220 (140)               | 905           | Filipinas, Vietname, Camboja Laos | $1,04 mil milhões | 32          |        |
| Atsani (Siony)     | outubro 29 – novembro 7  | 95 (60)                 | 994           | Ilhas Marianas Filipinas Taiwan, China meridional | $101 thousand     | Nenhum      |        |
| Eta                | outubro 31 – novembro 13 | 240 (150)               | 923           | Ilhas ABC, Jamaica, Santo André, Providência e Santa Catarina, América Central, México, Ilhas Cayman, Cuba, Bahamas, Região Sudeste dos Estados Unidos                                    | $7,9 mil milhões  | 211         |        |

### Novembro

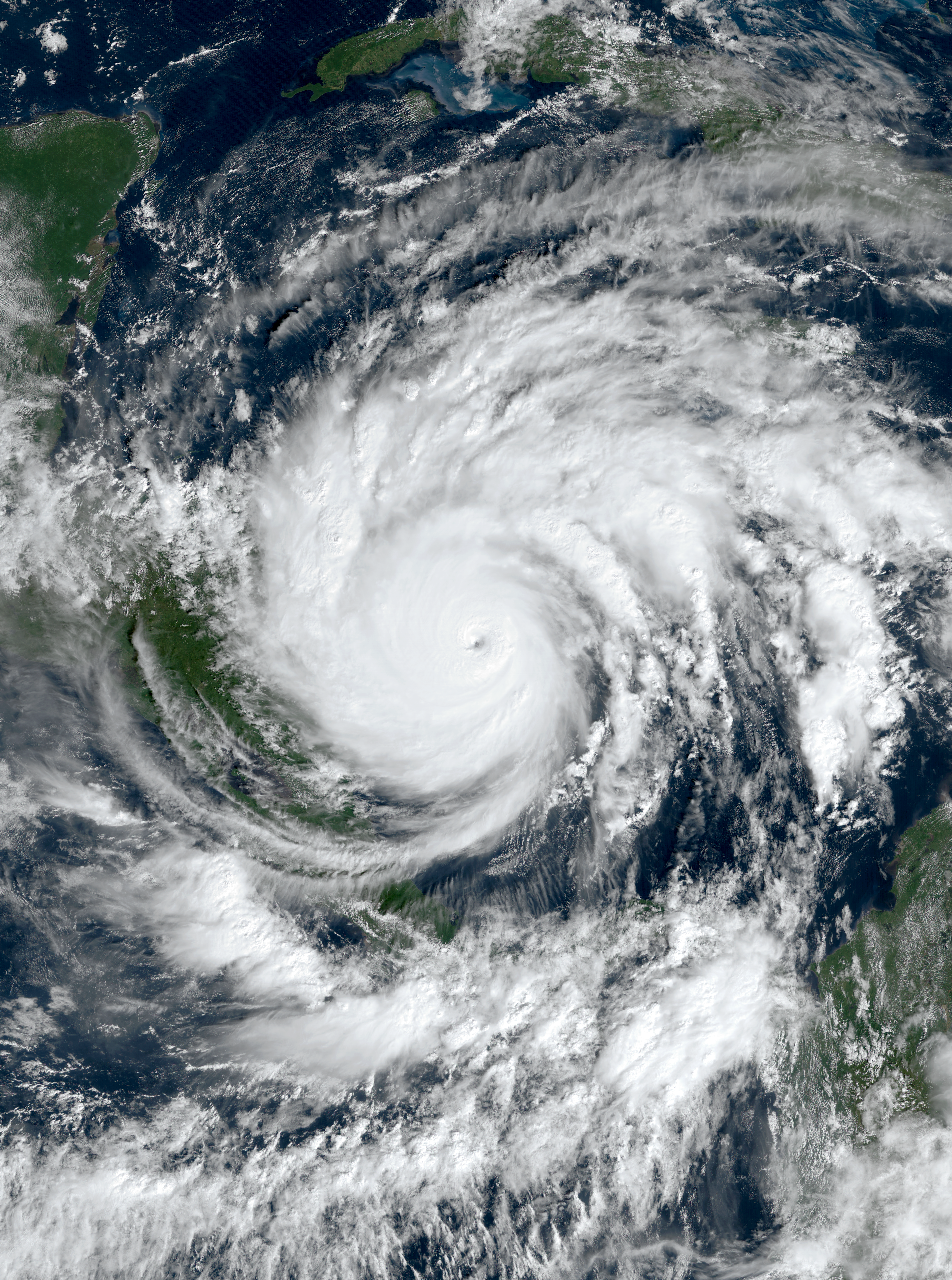
Furacão Iota

Novembro foi moderadamente ativo com a formação de doze ciclones tropicais, dos quais onze foram nomeados. No Pacífico Ocidental, Etau e Vamco desenvolveram-se, Vamco mais tarde tornando-se um tufão de categoria 4 e ambos contribuindo para as inundações devastadoras no Vietnã e nas Filipinas, causando danos no valor de US $ 1,06 bilhão. No Pacífico oriental, duas tempestades tropicais, Odalys e Polo, se formaram, mas se intensificaram pouco. No Atlântico Norte, a temporada incrivelmente ativa continuou com Theta e Iota tendo desenvolvido e quebrando o recorde de tempestades mais nomeadas em uma temporada de furacões no Atlântico, superando a de 2005. Iota acabou se tornando a tempestade mais forte do mês e apenas o segundo furacão de categoria 5 já registado no Atlântico Norte em novembro, continuando uma onda de danos na América Central após o Eta. No hemisfério sul, Alicia, o Tropical Depression 02 formou-se marcando o início da temporada de ciclones de 2020–21 no sudoeste do Oceano Índico. No Oceano Índico Norte, a temporada retomou a atividade com a formação de Gati na costa da Somália no Mar da Arábia, que se intensificou explosivamente em um ciclone tropical equivalente à Categoria 3, tornando-se o ciclone tropical mais forte a atingir a costa da Somália. Pouco depois de Gati, Nivar formou-se na costa de Tamil Nadu e também começou a se intensificar rapidamente para um ciclone tropical equivalente à Categoria 1 antes de atingir Karaikal. Não antes de uma semana depois, outro ciclone tropical chamado Burevi atingiu o Sri Lanka. Na região australiana, formou-se uma baixa que deu início à temporada de ciclones da região da Austrália de 2020–21, que cruzou a bacia do Sudoeste do Oceano Índico e se intensificou em um ciclone que mais tarde foi denominado Bongoyo.
| Nome da tempestade | Data ativo                      | Vento máximo km/h (mph) | pressão (hPa) | Áreas afetadas                                                                                     | Prejuízos (USD)     | Fatalidades | Refs |
| ------------------ | ------------------------------- | ----------------------- | ------------- | -------------------------------------------------------------------------------------------------- | ------------------- | ----------- | ---- |
| Odalys             | 3 a 6 de novembro               | 85 (50)                 | 1000          | Nenhum                                                                                             | Nenhum              | Nenhum      |      |
| Etau (Tonyo)       | 7 a 11 de novembro              | 85 (50)                 | 992           | Filipinas, Vietname Camboja                                                                        | $ 34,8 milhões      | 3           |      |
| Vamco (Ulysses)    | 8 a 15 de novembro              | 155 (100)               | 950           | Filipinas, Vietname, Laos, Tailândia                                                               | $ 1,06 mil milhhões | 102         |      |
| Theta              | 10 a 15 de novembro             | 110 (70)                | 989           | Ilhas Canárias, Madeira                                                                            | Nenhum              | Nenhum      |      |
| Alicia             | 12 a 17 de novembro             | 130 (80)                | 975           | Nenhum                                                                                             | Nenhum              | Nenhum      |      |
| Iota               | 13 a 18 de novembro             | 260 (160)               | 917           | Ilhas ABC, Venezuela, Colômbia, Santo André, Providência e Santa Catarina, América Central, México | $ 1,4 mil milhões   | 61          |      |
| 02                 | 15 a 17 de novembro             | 55 (35)                 | 999           | Nenhum                                                                                             | Nenhum              | Nenhum      |      |
| Polo               | 17 a 19 de novembro             | 75 (45)                 | 1004          | Nenhum                                                                                             | Nenhum              | Nenhum      |      |
| Gati               | 21 a 24 de novembro             | 140 (85)                | 978           | Somália, Iémen, Djibouti                                                                           | $ 1 milhão          | 9           |      |
| Nivar              | 23 a 27 de novembro             | 120 (75)                | 980           | Andra Pradexe, Tâmil Nadu, Pondicheri, Sri Lanka                                                   | $ 600 milhões       | 14          |      |
| Bongoyo            | 24 de novembro a 11 de dezembro | 100 (65)                | 988           | Ilhas Cocos                                                                                        | Nenhum              | Nenhum      |      |
| Burevi             | 30 de novembro - 5 de dezembro  | 85 (50)                 | 996           | Sri Lanka, Tâmil Nadu, Querala                                                                     | Desconhecido        | 11          |      |

### Dezembro

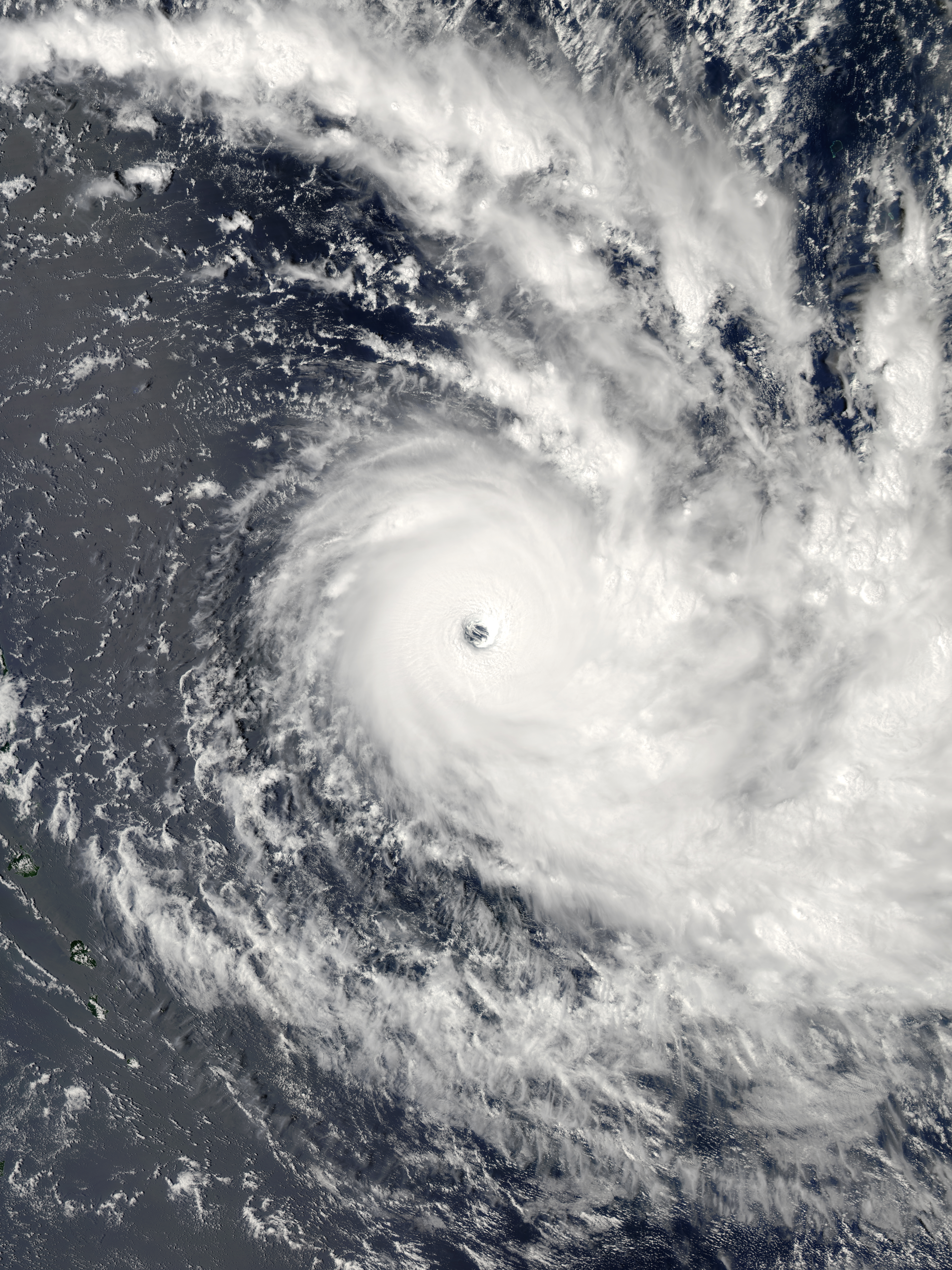
Ciclone Yasa

Dezembro foi moderadamente ativo com treze sistemas, no entanto, apenas seis foram nomeados. No início do mês, o ativo Tropical Low 01U mais tarde se tornou Severe Tropical Storm Bongoyo, embora o precursor da tempestade tenha se formado em novembro e, portanto, é contado como parte desse mês. Na região australiana, dois pontos baixos tropicais se formaram e ambos impactaram a região de Pilbara, na Austrália Ocidental, um deles alcançando a intensidade do ciclone tropical de Categoria 1 de acordo com a escala australiana. O Pacífico Sul também incluiu três ciclones, um dos quais foi o ciclone Yasa, que se tornou o quarto ciclone tropical mais intenso já registado no Pacífico Sul e o mais forte desde o ciclone Winston. Foi também o primeiro ciclone de categoria 5 do Pacífico Sul já registado, bem como o segundo ciclone tropical severo de categoria 5 no Pacífico Sul, depois de Harold, este ano. Yasa passou a impactar significativamente o país de Fiji, depois de enfraquecer um pouco desde o pico de força. O ciclone Zazu também se formou ao lado de Yasa, mas teve um impacto mínimo em terras fora de Niue. Outra depressão se formou no Pacífico Ocidental no meio do mês e acabou se fortalecendo na tempestade tropical Krovanh no Mar da China Meridional. Krovanh foi responsável por pelo menos US $ 2,28 milhões em danos e oito mortos nas Filipinas. Além disso, outro sistema designado 03U formou-se perto do Território do Norte e atingiu a terra pouco depois, aumentando as chuvas na região. Perto do final do mês, formou-se o terceiro ciclone subtropical recorde do Atlântico Sul do ano, que recebeu o nome de  Oquira. No sudoeste do Oceano Índico também apresentou uma tempestade, Chalane, que trouxe danos mínimos a Madagascar e impactou Moçambique. O mês foi encerrado com outros dois sistemas na bacia: Danilo e Depressão Tropical 05.
| Nome da tempestade | Data ativo                     | Vento máximo km/h (mph) | pressão (hPa) | Áreas afetadas                                                 | Prejuízos (USD) | Fatalidades  | Refs   |
| ------------------ | ------------------------------ | ----------------------- | ------------- | -------------------------------------------------------------- | --------------- | ------------ | ------ |
| TD                 | dezembro 5 – 6                 | 55 (35)                 | 1010          | Nenhum                                                         | Nenhum          | Nenhum       |        |
| 02U                | dezembro 6 – 12                | 75 (45)                 | 991           | Sumatra, Java, Ilha Christmas                                  | Nenhum          | Nenhum       |        |
| TL                 | dezembro 7 – 11                | 55 (35)                 | 997           | Austrália Ocidental, Território do Norte, Austrália Meridional | Nenhum          | Nenhum       |        |
| 01F                | dezembro 8 – 12                | 55 (35)                 | 998           | Fiji, Rotuma                                                   | Nenhum          | Nenhum       |        |
| Yasa               | dezembro 11 – 21               | 250 (155)               | 899           | Rotuma, Vanuatu, Fiji                                          | Desconhecido    | 4            | [ 18 ] |
| Zazu               | dezembro 11 – 16               | 95 (60)                 | 980           | American Samoa, Niue, Tonga                                    | Menor           | Desconhecido |        |
| Krovanh (Vicky)    | dezembro 17 – 24               | 65 (40)                 | 1000          | Filipinas, Malasia, Tailândia                                  | $4.48 milhões   | 9            |        |
| 03U                | dezembro 18 – 23               | 55 (35)                 | 993           | Top End, Kimberley                                             | Nenhum          | Nenhum       |        |
| Chalane            | dezembro 19 – 30               | 110 (70)                | 983           | Madagáscar, Moçambique, Zimbabwe, Botswana                     | Desconhecido    | 7            | [ 19 ] |
| 05                 | dezembro 20 – janeiro 3, 2021  | 55 (35)                 | 998           | Ilhas Cocos                                                    | Nenhum          | Nenhum       |        |
| Danilo             | dezembro 28 – janeiro 12, 2021 | 100 (65)                | 981           | Arquipélago de Chagos                                          | Nenhum          | Nenhum       |        |
| Oquira             | dezembro 28 – 31               | 65 (40)                 | 998           | Argentina, Brasil, Uruguai                                     | Nenhum          | Nenhum       |        |
| TD                 | dezembro 29                    | 55 (35)                 | 1004          | Nenhum                                                         | Nenhum          | Nenhum       |        |

## Efeitos globais
| Season name                                                 | Areas affected | Systems formed | Named storms | Damage (USD)          | Deaths |
| ----------------------------------------------------------- | --- | -------------- | ------------ | --------------------- | ------ |
| Temporada de furacões no oceano Atlântico de 2020           | Bahamas, Costa Leste dos Estados Unidos, Costa do Golfo dos Estados Unidos, Meio-Oeste dos Estados Unidos, Leste do Canadá, Bermudas, Ilhas Antilhas, Hispaniola, Cuba, México, América Central, Venezuela, Ilhas de Cabo Verde, Senegal, Gâmbia, Açores, Madeira, Portugal, Ilhas ABC, San Andrés e Providencia | 31             | 30           | >$46,906 mil milhões  | 431    |
| Temporada de furacões no Pacífico de 2020                   | América Central, Península da Baja Califórnia, Sudoeste do México, Península de Yucatan, Ilha Socorro, Havaí, Califórnia, Arizona, Ilha Clarion | 21             | 17           | >$250 milhões         | 47     |
| Temporada de tufões no Pacífico de 2020 3                   | Palau, Filipinas, Taiwan, Japão, China, Vietnã, Tailândia, Laos, Coreia do Norte Coreia do Sul, Sibéria, Myanmar, Camboja | 32             | 23           | $4,06 mil milhões     | 457    |
| Temporada de ciclones no Índico Norte de 2020               | Goa, Maarastra, Nordeste da Índia, Índia do Sul, Orissa, Bengala Ocidental, Bangladesh, Butão, Djibouti, Omã, Somália, Sri Lanka, Iémen | 8              | 5            | >$15,78 mil milhões   | 269    |
| Temporada de ciclones no Índico Sudoeste de 2019-2020 2     | Madagáscar, Maurícia, Rodrigues, Ilha Tromelin, Reunião | 8              | 7            | $25 milhões           | 37     |
| Temporada de ciclones no Índico Sudoeste de 2020-2021       | Ilhas Cocos, Madagáscar, Moçambique, Zimbabwe, Botswana | 5              | 4            | Desconhecido          | Nenhum |
| Temporada de ciclones na região da Austrália de 2019-2020 2 | Austrália Ocidental, Indonésia Oriental, Top End, Kimberley , | 16             | 8            | >$4.3 milhões         | 28     |
| Temporada de ciclones na região da Austrália de 2020-2021   | Ilha Cocos, Ilhas do Mar de Coral, Papua Nova Guiné, Sumatra, Java, Ilha Christmas, Austrália Ocidental, Austrália Ocidental, Território do Norte, Austrália Meridional | 3              | 0            | Nenhum                | Nenhum |
| Temporada de ciclones na Pacífico Sul de 2019-2020 2        | Ilhas Salomão, Vanuatu, Tuvalu, Fiji, Samoa, Tonga, Niue, Toquelau, Samoa Americana | 7              | 4            | $131.63 milhões       | 7      |
| Temporada de ciclones na Pacífico Sul de 2020-2021          | Samoa Americana, Fiji, Niue, Rotuma, Tonga | 3              | 2            | Minimal               | 4      |
| Temporada de ciclones tropicais no Atlântico Sul de 2020    | Argentina, Brasil, Uruguai | 3              | 3            | Nenhum                | 3      |
| Temporada de ciclones tropicais no Mediterrâneo de 2020     | Chipre, Grécia, Itália, Líbano, Líbia, Malta, Tunísi | 2              | 1            | $200 milhões          | 5      |
| No mundo inteiro                                            | (Ver acima) | 142            | 105          | > $66,989 mil milhões | 1338   |

1. ↑  A soma do número de sistemas e mortes em cada bacia não será igual ao número apresentado como o total. Isto porque quando os sistemas se movem entre bacias, cria uma discrepância no número real de sistemas e mortes.